# Sturnus vulgaris
El estornino pinto (Sturnus vulgaris), también conocido como estornino europeo o estornino común, es una especie de ave paseriforme de la familia Sturnidae nativa del Paleártico. Mide unos 20 cm de largo y tiene un plumaje de color negro iridiscente, con un brillo púrpura o verde, salpicado de blanco, sobre todo en el invierno. Las patas son rojizas, y el pico es negro en el invierno y amarillo en el verano. A diferencia de los adultos, las aves juveniles tienen un plumaje marrón. Es un ave ruidosa, sobre todo en perchas comunitarias y otras situaciones gregarias, y tiene un canto variado, pero poco musical. Tiene la capacidad de imitar los sonidos de su entorno e incluso aprenderlos. Su talento para la imitación vocal ha sido notado en obras literarias como el Mabinogion y las obras de Plinio el Viejo y William Shakespeare.
Se reconoce cerca de una docena de subespecies que se reproducen en hábitats abiertos en su área de distribución natural en Europa y Asia templada. La especie ha sido introducida en Australia, Nueva Zelanda, América del Norte, Argentina, Sudáfrica, Uruguay y otros lugares. Es sedentaria en el sur y el oeste de Europa y el suroeste de Asia, mientras que en el invierno las poblaciones del noreste migran hacia el sur y el oeste dentro del área de reproducción, e incluso más al sur, hacia la península ibérica y el norte de África. Construye su nido en una cavidad natural o artificial donde pone cuatro o cinco huevos de color azul claro. Estos eclosionan después de dos semanas, y las crías permanecen en el nido durante tres semanas. Normalmente hay una o dos puestas cada año. Es una especie omnívora que se alimenta de una amplia gama de invertebrados, y también de semillas y frutas. Es depredado por varios mamíferos y rapaces, y es el anfitrión de una gran variedad de parásitos externos e internos.
Forma grandes bandadas que pueden ser beneficiosas para la agricultura por combatir plagas, ya que consumen grandes cantidades de insectos y otros invertebrados. Sin embargo, los mismos estorninos pintos pueden llegar a ser considerados plaga, cuando acaban con cultivos de frutas y desentierran brotes agrícolas. También pueden representar una molestia cuando las bandadas pernoctan en cables o postes urbanos, por el volumen del ruido y de los excrementos que producen. Ciertas poblaciones, en particular las que fueron introducidas, han sido sometidas a una serie de medidas para contener o disminuir su crecimiento, como la eliminación selectiva, pero estas medidas han tenido poco éxito, excepto en Australia Occidental. En algunas partes del norte y oeste de Europa las poblaciones disminuyeron desde la década de 1980 debido a cambios agrícolas y la consiguiente reducción en el número de invertebrados en los pastizales, los que son un alimento importante para el desarrollo de los polluelos. A pesar de ello, no se cree que la abundante población mundial esté disminuyendo de manera significativa y el estornino pinto sigue siendo clasificado como una especie bajo preocupación menor por la Unión Internacional para la Conservación de la Naturaleza (UICN).

## Taxonomía
Fue descrita por primera vez en 1758 por Carlos Linneo en su Systema Naturae bajo el nombre binomial actual. Las palabras Sturnus y vulgaris (en latín) corresponden a los sustantivos «estornino» y «común» respectivamente. La palabra latina sturnus se deriva de una raíz indoeuropea desconocida que se remonta al segundo milenio antes de Cristo. 
La familia de los estorninos es un grupo cuya distribución original –sin contar las introducciones en otros continentes– se limitaba al Viejo Mundo, con el mayor número de especies en el sudeste de Asia y África Sub-sahariana. El género Sturnus es polifilético y las relaciones entre sus miembros no están completamente resueltas. El pariente más cercano del estornino pinto es el estornino negro. El estornino negro –una especie no migratoria– puede ser el descendiente de una población ancestral de S. vulgaris que sobrevivió la Edad de Hielo en un refugio en la península ibérica, y estudios de genética mitocondrial sugieren que podría considerarse como una subespecie de este último. Existe mayor variación genética entre las diferentes poblaciones del estornino pinto que entre el llamado estornino pinto y el estornino negro. Aunque se identificaron restos de S. vulgaris que datan del Pleistoceno Medio, la escasez del registro fósil de la familia Sturnidae en su conjunto dificulta la resolución de las relaciones entre sus miembros.

### Subespecies
Existen varias subespecies que varían clinalmente en tamaño y tono de colores del plumaje adulto. El reconocimiento de las subespecies varía entre las autoridades taxonómicas debido a la variación gradual del área de distribución geográfica y la amplia intergradación.
| Subespecies         | Subespecies             | Subespecies | Subespecies | Subespecies   |
| Subespecies         | Autoridades taxonómicas | Distribución | Comentarios | Ilustraciones |
| ------------------- | ----------------------- | --- | --- | ------------- |
| S. v. vulgaris      | Linnaeus, 1758          | La mayor parte de Europa, a excepción del extremo noroeste y sureste; también Islandia e Islas Canarias | La subespecie nominal. |               |
| S. v. faroensis     | Feilden, 1872           | Islas Feroe | Ligeramente más grande que la subespecie nominal, sobre todo el pico y los pies. El plumaje de aves adultos tiene un brillo verde más apagado y más oscuro con menos manchas, incluso en plumaje nuevo. Aves juveniles son de color negro con áreas blanquecinas en la barbilla y el abdomen; garganta manchada de negro.                                   |               |
| S. v. zetlandicus   | Hartert, 1918           | Islas Shetland | Parecida a faroensis pero tiene un tamaño intermedio entre faroensis y vulgaris. Las aves de Fair Isle, San Kilda y las de Hébridas Exteriores son intermedios entre esta subespecie y la nominal y son a veces clasificadas como vulgaris o zetlandicus, dependiendo de la autoridad taxonómica.                                                           |               |
| S. v. granti        | Hartert, 1903           | Azores | Parecida a la subespecie nominal, pero más pequeña, sobre todo los pies. A menudo con fuerte brillo púrpura en las partes superiores. |               |
| S. v. poltaratskyi  | (Finsch, 1878)          | Desde Bashkortostan oriental hacia el este a través de Urales y Siberia central, hacia el lago Baikal y Mongolia occidental                                                                                      | Parecida a la subespecie nominal, pero suele tener un brillo púrpura en la cabeza, verde en la espalda, púrpura-azul en los flancos, verde azulado en las coberteras alares superiores. En vuelo, las coberteras alares y axilares tienen franjas de color canela; estas áreas pueden parecer muy claros en plumaje nuevo.                                  |               |
| S. v. tauricus      | Buturlin, 1904          | Desde Crimea y el Este del río Dnieper hacia el Este hasta la costa del mar Negro y hacia el oeste hasta el oriente de Asia Menor. No se encuentra en las tierras altas, donde está sustituida por purpurascens. | Parecida a la subespecie nominal, pero indudablemente con alas más largas. Tiene un brillo verde en la cabeza, bronce-púrpura en el cuerpo, bronce verdoso en los flancos y las coberteras alares superiores. Plumaje subalar es negruzco con franjas claras en las cobertoras. Plumaje de cría casi sin manchas.                                           |               |
| S. v. purpurascens  | Gould, 1868             | Del Este de Turquía hasta Tiflis y el lago Sevan; reemplaza a tauricus en las tierras altas desde el Este de la orilla del mar Negro.                                                                            | Parecida a la subespecie nominal, pero con alas más largas y el brillo verde se limita a cobertoras del oído, cuello y parte superior del pecho. Brillo púrpura en otras partes, excepto en los flancos y las coberteras alares superiores que tienen un brillo más bronce. Parte inferior de las alas oscuro, con franjas blancas finas en las coberteras. |               |
| S. v. caucasicus    | Lorenz, 1887            | Desde la delta del Volga incluyendo el Cáucaso oriental y áreas adyacentes. | Brillo verde en la cabeza y la espalda, brillo púrpura en el cuello y el vientre, más azulado en las coberteras alares superiores. Parte inferior de las alas parecida a purpurascens. |               |
| S. v. porphyronotus | (Sharpe, 1888)          | Occidente de Asia Central, intergradando con poltaratskyi entre Dzungarian Alatau y Altái. | Muy parecida a tauricus pero más pequeña y completamente alopátrica, al estar separada por purpurascens, caucasicus y nobilior. |               |
| S. v. nobilior      | (Hume, 1879)            | Afganistán, Sureste de Turkmenistán y de Uzbekistán hasta el Este de Irán. | Parecida a purpurascens pero más pequeña y con alas más cortas; brillo púrpura en coberteras de los oídos, y brillo bastante rojizo en la parte inferior del cuerpo y la parte superior de las alas. |               |
| S. v. humii         | (Brooks, 1876)          | De Cachemira hasta Nepal | Pequeña; el brillo púrpura se limita a la zona del cuello y, a veces los flancos hasta las coberteras de la cola, por lo demás brillo verde. Es a veces tratada bajo el nombre indicus dado por Hodgson. |               |
| S. v. minor         | (Hume, 1873)            | Pakistán | Pequeña; brillo verde se limita a la cabeza y parte baja del vientre y de la espalda, por lo demás brillo púrpura. |               |

Las aves de la isla Fair, San Kilda y las Hébridas Exteriores tienen un tamaño intermedio entre S. v. zetlandicus y la subespecie nominal, y su clasificación como subespecie varía según el autor taxonómico. Los juveniles oscuros, típicos de estas formas insulares, se encuentran ocasionalmente en la parte continental de Escocia y en otras partes, lo que indica que existe un flujo genético de faroensis o zetlandicus, subespecies que anteriormente se consideraban como aisladas.
Varias otras subespecies han sido descritas, pero por lo general no se consideran taxones válidos. La mayoría son intergrados que se producen en las zonas de contacto entre los rangos de diferentes subespecies. Incluye S. v. ruthenus Menzbier, 1891 y S. v. jitkowi Buturlin, 1904, que son intergrados entre vulgaris y poltaratskyi del oeste de Rusia; S. v. graecus Tschusi, 1905 y S. v. balcanicus Buturlin y Harms, 1909, intergrados entre vulgaris y tauricus del sur de los Balcanes hasta el centro de Ucrania y de Grecia hasta el Bósforo; y S. v. heinrichi Stresemann, 1928, un intergrado entre caucasicus y nobilior en el norte de Irán. S. v. persepolis Ticehurst, 1928 del sur de Irán (provincia de Fars) es muy similar a S. v. vulgaris, y no está claro si se trata de una población residente distinta, o de migrantes del sudeste de Europa.

## Descripción

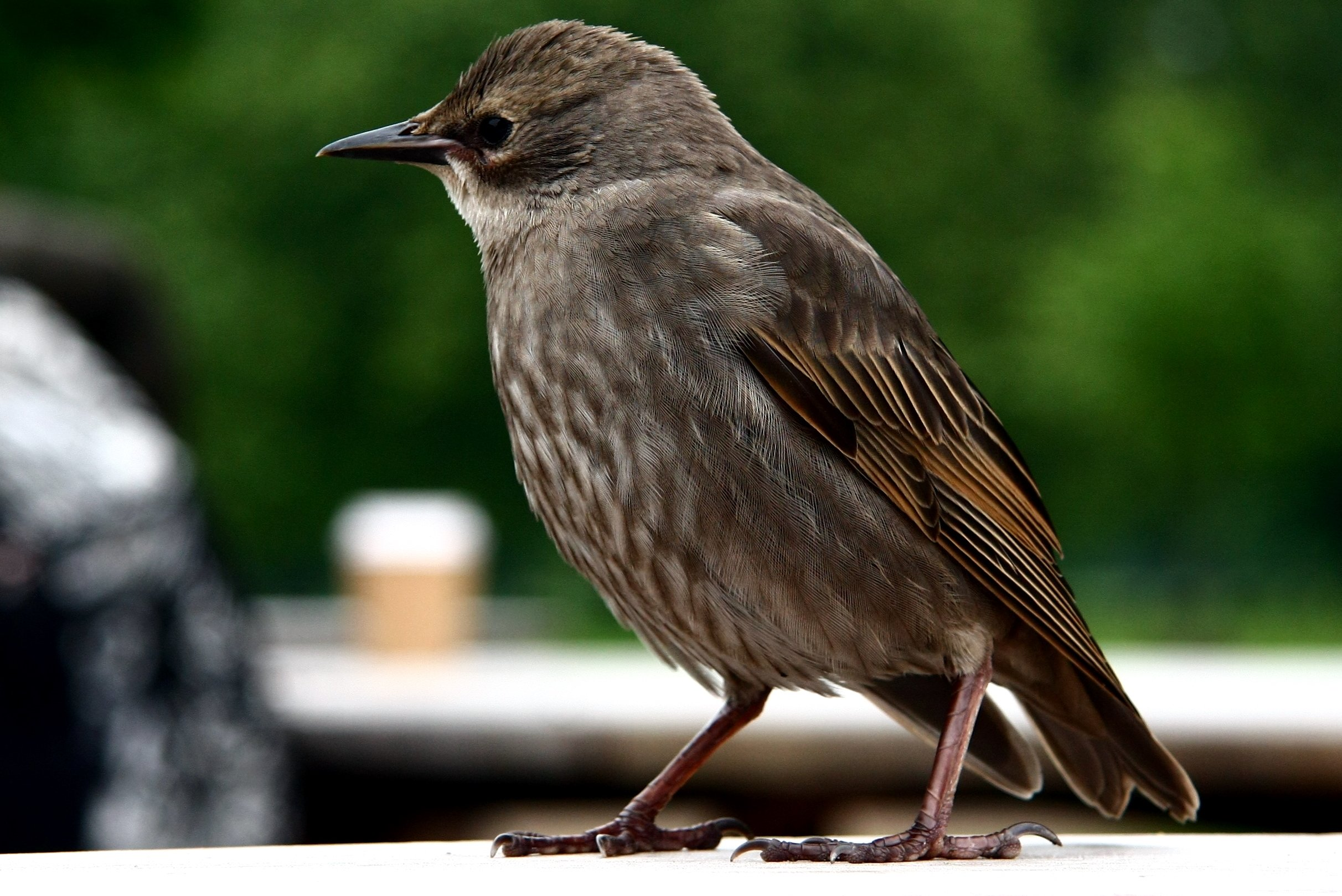
Un ave juvenil en una mesa en Londres. Su plumaje es principalmente gris-marrón.

El estornino pinto mide de 19 a 23 cm de largo, y tiene una envergadura alar de 31 a 44 cm y un peso de 58 a 101 g. Entre las medidas estándar, la cuerda alar es de 11,8 a 13,8 cm, la cola de 5,8 a 6,8 cm, el culmen de 2,5 a 3,2 cm y el tarso de 2,7 a 3,2 cm. El plumaje es de color negro iridiscente, con un brillo púrpura o verde, salpicado de blanco, sobre todo en el invierno. Las partes inferiores de los machos adultos son más manchadas que las de las hembras adultas en un momento dado del año. Las plumas de la garganta de los machos son largas y sueltas y se utilizan en las exhibiciones de cortejo, mientras que las de las hembras son más pequeñas y más puntiagudas. Las patas son robustas y de color rosado-rojo o gris-rojo. El pico es estrecho, cónico, con una punta afilada; en el invierno es de color marrón-negro, pero en el verano, las hembras tienen picos de color amarillo-limón, mientras que los machos tienen picos de color amarillo con una base azul-gris. La muda ocurre una vez al año, a finales del verano después de terminar la temporada de reproducción; las plumas nuevas se destacan por sus puntas blancas (plumas del pecho) o ante (plumas de las alas y la espalda), lo que produce un aspecto moteado. La reducción de las manchas en la época de reproducción se obtiene principalmente por el desgaste normal de las puntas blancas de las plumas. El plumaje de las aves juveniles tiene un color gris-marrón que se convierte en el plumaje adulto al alcanzar el primer invierno, aunque a menudo conserva algo del plumaje marrón juvenil, especialmente en la cabeza.
Por lo general es posible determinar el sexo por el color del iris, marrón intenso en los machos, marrón grisáceo o gris en las hembras. La determinación del sexo tiene una precisión del 97% al estimar el contraste entre el iris y la pupila central (siempre oscura), aumentando hasta un 98% si se considera también la longitud de las plumas de la garganta.

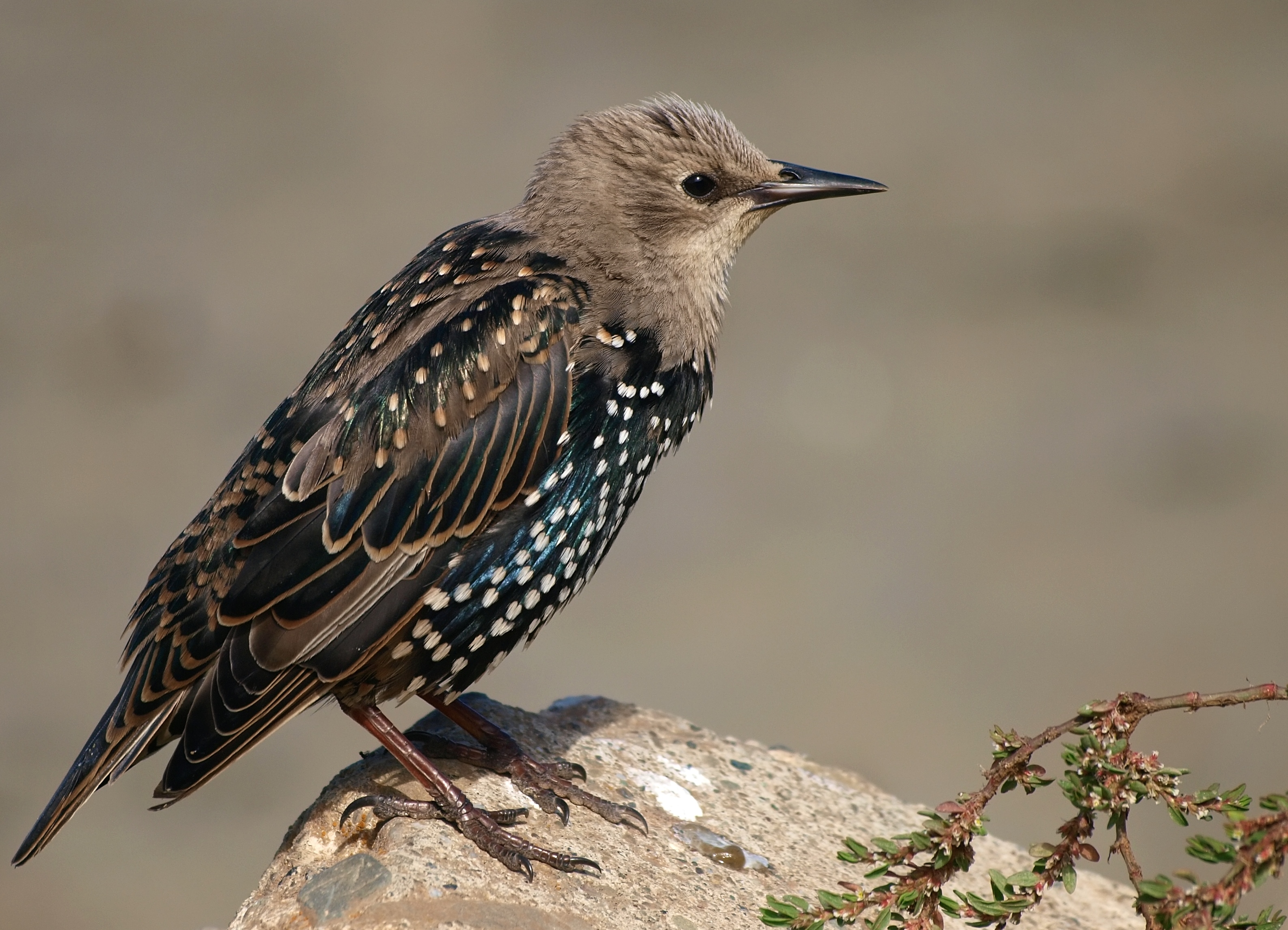
Un ave juvenil en California, con una muda parcial a su primer plumaje de invierno; el plumaje marrón juvenil todavía es prominente en la cabeza y el cuello.

Al igual que la mayoría de los demás estorninos terrestres, el estornino pinto se mueve caminando o corriendo, en lugar de saltar. Su vuelo es bastante firme y directo; sus alas, de forma triangular, baten con gran rapidez, y periódicamente las aves planean por cortos trechos sin perder mucha altura antes de reanudar el batimiento de las alas. Cuando están en bandadas, las aves despegan casi simultáneamente, giran y vuelven al unísono, forman una masa compacta o una serpentina estirada que se compacta nuevamente, y aterrizan de manera coordinada. Durante la migración, los estorninos pintos pueden volar a una velocidad de 60–80 km/h y pueden cubrir una distancia total de hasta 1000–1500 km.
Varios estorninos terrestres, incluyendo los del género Sturnus, presentan adaptaciones del cráneo y de los músculos que facilitan la alimentación por sondeo. Esta adaptación –que consiste en un agrandamiento de los músculos transportadores responsables de abrir la mandíbula, y un cráneo más estrecho que permite que el ojo se mueva hacia adelante para mirar a lo largo del pico– está más desarrollada en el estornino pinto (junto a Sturnus unicolor y Sturnus cineraceus). Esta técnica consiste en insertar el pico en el suelo y abrirlo como un medio para encontrar presas u otros alimentos ocultos. El estornino pinto tiene los rasgos físicos que le permiten utilizar esta técnica de alimentación, lo que indudablemente ha contribuido en la amplia difusión de esta especie.
En la península ibérica, el Mediterráneo occidental y el noroeste de África, el estornino pinto puede confundirse con el estornino negro, su pariente cercano cuyo plumaje, como su nombre lo indica, tiene un color más uniforme. A corta distancia se puede observar que este último tiene plumas de la garganta más largas, un hecho particularmente notable cuando canta.

### Vocalización

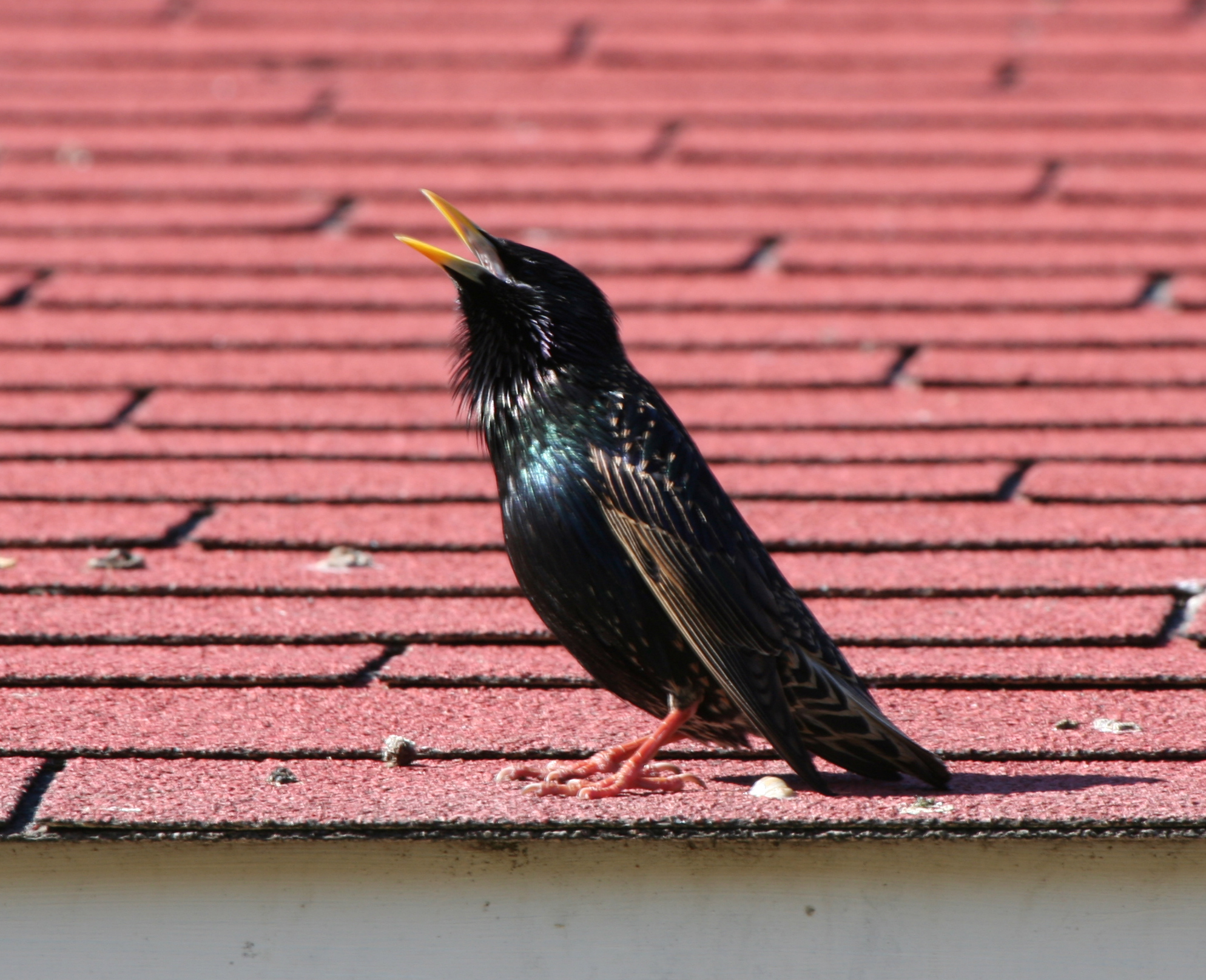
Macho adulto cantando y exhibiendo sus largas plumas de garganta.

El estornino pinto es un ave ruidosa. Su canto se compone de una amplia variedad de sonidos tanto melódicos como de resonancia mecánica, que forman parte de una sucesión ritual de sonidos. El macho es el principal cantante y participa en episodios de canto que pueden durar más de un minuto por episodio. Cada episodio incluye típicamente cuatro variedades de canción, que se siguen, sin pausa, en un orden regular. El episodio comienza con una serie de silbidos de tonos puros, seguida por la parte principal de la canción, una serie de secuencias variables que a menudo incorporan fragmentos de canciones imitadas de otras especies de aves y diversos otros sonidos de origen natural o artificial. La estructura y la simplicidad del sonido mimetizado es de mayor importancia que la frecuencia con la que se produce. Cada parte del sonido se repite varias veces antes de que el ave pasa a la siguiente. Después de esta sección variable viene un número de clics repetidos, seguido por una explosión final de canto de alta frecuencia, nuevamente compuesta de varios tipos. Cada ave tiene su propio repertorio, y las aves más competentes pueden tener hasta 35 tipos de canción variable y hasta 14 tipos de clics.
Al acercarse la época de reproducción, los machos cantan constantemente, pero lo hacen con menos frecuencia después del emparejamiento. En la presencia de una hembra, el macho a veces vuela a su nido y canta desde la entrada, aparentemente tratando de atraer la hembra. Las aves mayores de edad suelen tener un repertorio más amplio que las aves más juveniles. Los machos con los episodios de canto más largos y los repertorios más amplios suelen tener mayor éxito en el emparejamiento, atrayendo rápidamente a sus parejas, y tienen mayor éxito reproductivo que los demás. Las hembras parecen preferir parejas con canciones complejas, tal vez porque eso indique una mayor experiencia o longevidad. Una canción compleja también es un herramienta eficaz en la defensa de un territorio y para disuadir su invasión por machos menos experimentados.
Las aves cantan también fuera de la temporada de reproducción, es decir durante todo el año, excepto el período de la muda. Son sobre todo los machos los que cantan, aunque las hembras se oyen también en ocasiones. Todavía no se conoce bien la función de las canciones fuera de la temporada de cría. Se han descrito once tipos de llamadas, incluyendo una llamada de bandada, una llamada de alarma, de ataque, de gruñido y de cópula. La llamada de alarma es un grito áspero, y mientras se alimentan juntos los estorninos pintos se pelean incesantemente. Charlan mientras se posan y cuando se bañan, produciendo un ruido sustancial que puede causar irritación en la gente que vive en la cercanía. Cuando una bandada de estorninos pintos vuela al unísono, los movimientos sincronizados de las alas producen un característico sonido sibilante que se puede percibir a cientos de metros de distancia.

## Comportamiento y ecología
El estornino pinto es una especie muy gregaria, especialmente en el otoño e invierno. Aunque el tamaño de las bandadas es muy variable, pueden formarse bandadas muy grandes y ruidosas cerca de los dormideros. Se cree que estas densas concentraciones de aves son una defensa contra los ataques de rapaces como el halcón peregrino o gavilán. En vuelo, las bandadas forman una apretada formación esférica, expandiéndose y contrayéndose y cambiando de forma con frecuencia, aparentemente sin ningún tipo de líder. Cada ave cambia su curso y su velocidad como resultado del movimiento de sus vecinos más cercanos. Pueden formarse concentraciones muy grandes en los dormideros, en casos excepcionales hasta 1,5 millones de aves; estos pueden formarse en centros urbanos, bosques o cañaverales, y llegan a causar problemas por la cantidad de excrementos que producen. Estos pueden acumular hasta un espesor de 30 cm, y matar a los árboles por la concentración de productos químicos que contienen. En cantidades menores, los excrementos actúan como fertilizante; por lo tanto los administradores de zonas boscosas a veces tratan de desplazar los dormideros de un área del bosque a otro para beneficiarse de la mejora del suelo y evitar grandes depósitos tóxicos.
Grandes bandadas de más de un millón de estorninos pintos pueden observarse en la primavera, antes de la puesta del sol, en el suroeste de Jutlandia, Dinamarca, sobre los pantanos de los municipios de Tønder y Esbjerg entre Tønder y Ribe. Se reúnen en marzo hasta mediados de abril, cuando las aves que anidan en el norte de Escandinavia comienzan la migración hacia sus zonas de reproducción. Su comportamiento de enjambre crea formas complejas recortadas contra el cielo, un fenómeno conocido localmente como sort sol («sol negro»). En ciertas zonas del Reino Unido se forman bandadas de hasta cincuenta mil estorninos pintos en pleno invierno, poco antes de la puesta del sol. Estas bandadas se conocen localmente como murmurations («murmullos»).

### Alimentación

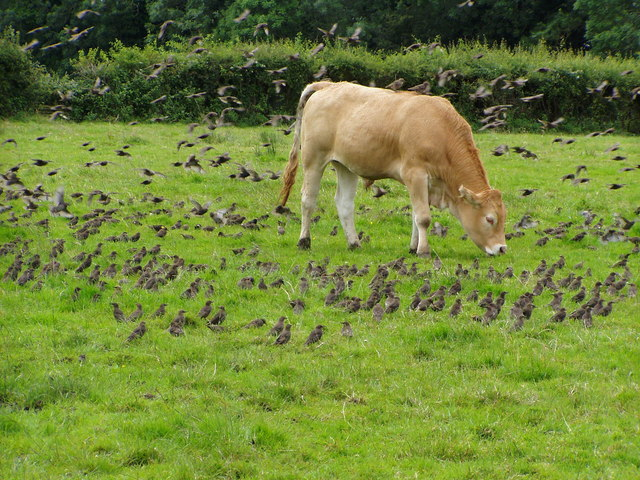
Una bandada alimentándose en una granja en Irlanda del Norte.

El estornino pinto es principalmente insectívoro y se alimenta tanto de plagas como de otros artrópodos. La gama de alimentos incluye arañas, típulas, polillas, efímeras, libélulas, caballitos del diablo, saltamontes, tijeretas, neurópteros, tricópteros, moscas, escarabajos, moscas de sierra, abejas, avispas y hormigas. Consume tanto los insectos adultos como las larvas. También se alimenta de lombrices de tierra, caracoles y pequeños vertebrados, como ranas y lagartos.
Aunque el consumo de invertebrados es necesario para una reproducción exitosa, el estornino pinto es omnívoro y también puede comer granos, semillas, frutas, néctar y restos de comida, si se presenta la oportunidad. Los miembros de la familia de los estorninos difieren de la mayoría de las aves en que no pueden fácilmente metabolizar alimentos que contienen altos niveles de sacarosa, aunque pueden manejar otras frutas como uvas y cerezas. La subespecie aislada de los Azores (S. v. granti) se alimenta de los huevos del charrán rosado, una especie en peligro de extinción. Para reducir las poblaciones de estorninos pintos, se introdujeron medidas como la eliminación selectiva antes de que los charranes rosado regresen a sus colonias de cría en la primavera.
Existen varios métodos con los cuales los estorninos pintos obtienen su comida, pero por lo general se alimentan cerca del suelo, atrapando los insectos en la superficie o justo debajo de ella. En general, prefieren buscar alimentos en pastos muy cortos y, a menudo se encuentran entre animales de pastoreo o encaramados en sus espaldas, donde se alimentan de los parásitos externos de los mamíferos. Grandes bandadas pueden participar en una práctica conocida como roller-feeding («alimentación en rodillo»), en la cual las aves en la parte trasera de la bandada continuamente vuelan hacia el frente, donde las oportunidades de alimentación son las mejores. Cuanto mayor sea la bandada, más cercanas se encuentran las aves entre sí mientras se alimentan. A menudo se alimentan en un lugar por algún tiempo, y vuelven a los sitios donde tuvieron éxito.
Se observaron cuatro tipos de comportamiento de forrajeo en los estorninos pintos. «Sondear» que consiste en repetidamente, y al azar, insertar el pico en el suelo hasta encontrar un insecto u otra presa; a menudo se acompaña de la apertura del pico en el suelo para agrandar el agujero. Este comportamiento, descrito por primera vez por Konrad Lorenz y conocido por el término alemán zirkeln, se utiliza también para crear y ensanchar los agujeros en bolsas de basura de plástico. Para perfeccionar esta técnica se necesita tiempo, y debido a esto la dieta de las aves jóvenes y de poca experiencia a menudo contendrá menos insectos. Otra técnica, conocida como hawking, consiste en atrapar insectos al vuelo. Lunging es una técnica menos común en la cual el ave se lanza hacia adelante para atrapar un invertebrado que se desplaza por el suelo. Capturan a las lombrices de tierra sacándolas del suelo. Los estorninos pintos que pasan por periodos sin acceso a alimentos, o que experimentan una reducción en las horas de luz disponibles para buscar alimentos, compensan mediante el aumento de su masa corporal por el depósito de grasa.

### Nidificación

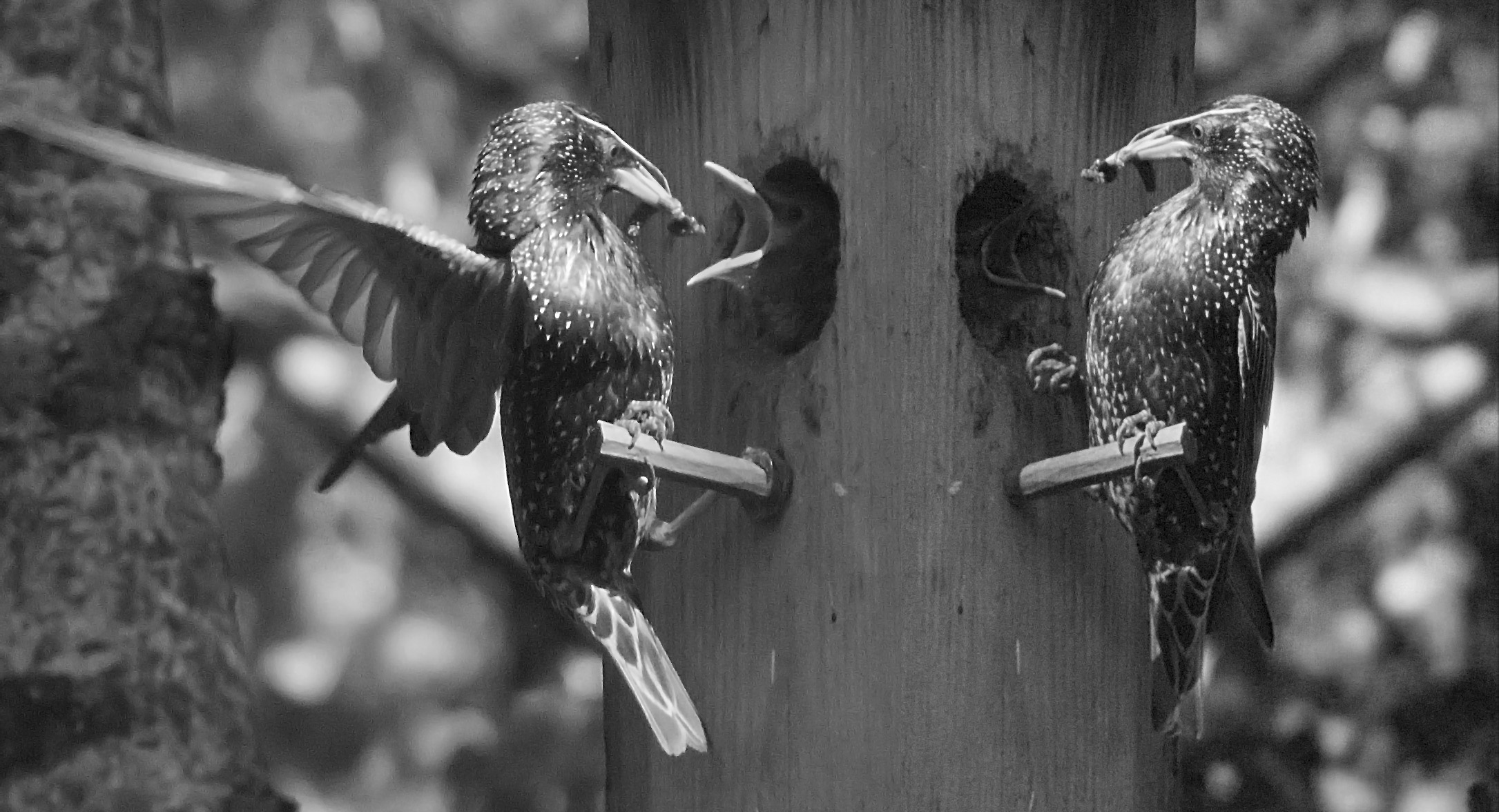
Uno de los padres alimenta a sus crías.

Los machos no apareados buscan una cavidad apropiada dónde construir sus nidos para atraer a las hembras solteras, a menudo lo decoran con adornos como flores y material verde fresco, que la hembra desmonta posteriormente, al aceptarlo como su pareja. La cantidad de material verde no es importante, siempre y cuando haya alguno, pero la presencia de hierbas en el material decorativo parece ser importante para atraer una pareja. El aroma de vegetales tales como el milenrama actúa como un atrayente olfativo para las hembras.
Los machos cantan durante gran parte de la construcción, y más aún cuando una hembra se acerca a su nido. Después de la cópula, el macho y la hembra continúan juntos con la construcción del nido. Los nidos se construyen en cualquier tipo de agujero; es común que los haya en árboles ahuecados, edificios, tocones y nidos artificiales. S. v. zetlandicus anida típicamente en grietas y agujeros en los acantilados, un hábitat raramente utilizado por la subespecie común. Los nidos se construyen normalmente de paja, hierba seca y ramitas, con un forro interior de plumas, lana y hojas suaves. La construcción tarda generalmente cuatro o cinco días y puede continuar durante la incubación.
El estornino pinto puede ser a la vez monógamo y polígamo. Aunque los polluelos generalmente se crían por un macho y una hembra, de vez en cuando la pareja puede tener ayuda adicional. Las parejas pueden ser parte de una colonia, en cuyo caso varios otros nidos pueden ocupar el mismo árbol o árboles cercanos. Los machos pueden aparearse con una segunda hembra, mientras que la primera todavía está en el nido, siendo muy frecuente que la segunda hembra intente expulsar del nido a la primera, calculándose en un 10 % del total de las muertes las relacionadas con peleas de nidos. El éxito reproductivo de las aves suele ser menor en el segundo nido comparado con el primero.

### Reproducción y esperanza de vida

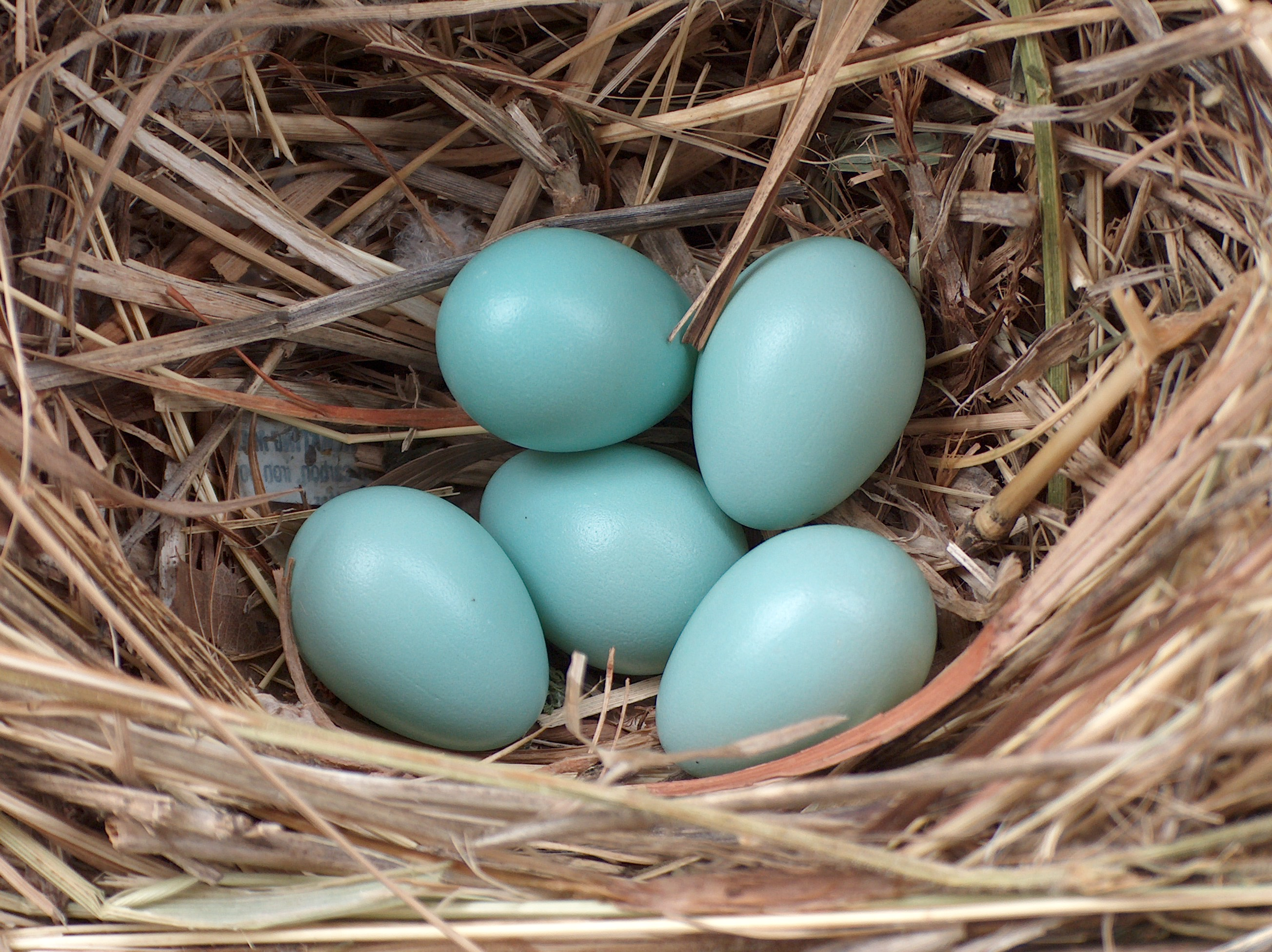
Cinco huevos en un nido.

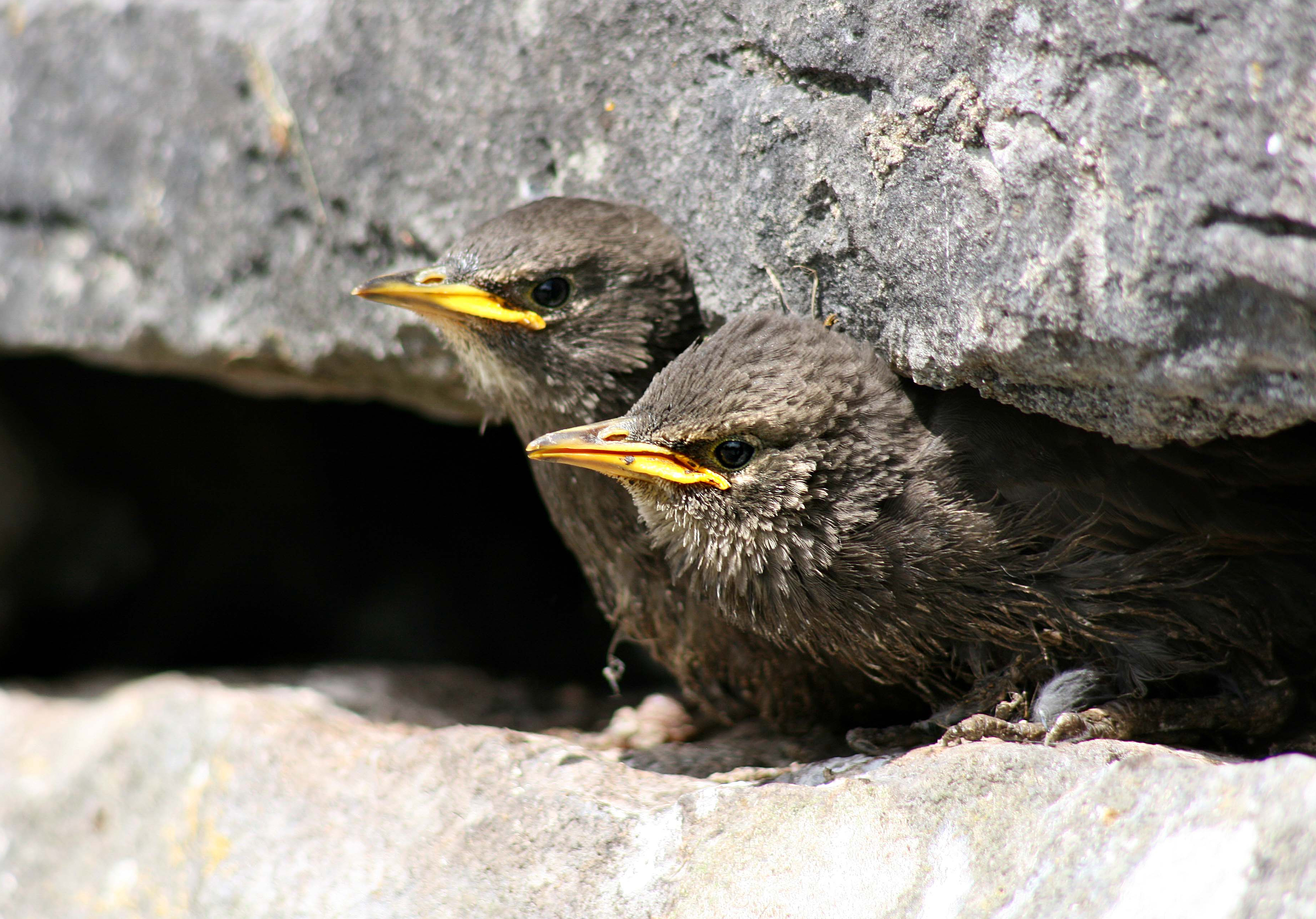
Polluelos a la espera de ser alimentados en la entrada de su nido hecho en un hueco en una pared en Galway, Irlanda.

La cría se realiza durante la primavera y el verano. Después de la cópula, la hembra pone los huevos a diario durante un período de varios días. Si se pierde un huevo durante este tiempo, lo reemplaza con otro. Normalmente pone cuatro o cinco huevos que tienen una forma ovoide y color azul claro, o blanco en ocasiones, y que comúnmente tienen una apariencia brillante. El color de los huevos parece haber evolucionado por la buena visibilidad del azul en ambientes con poca luz. Los huevos miden de 26,5 a 34,5 mm de largo y 20,0 a 22,5 mm de diámetro máximo.
La incubación dura trece días, aunque el último huevo puesto puede tardar 24 horas más en salir del cascarón que el primero. Ambos padres comparten la responsabilidad de incubar los huevos, pero la hembra dedica más tiempo a la incubación que el macho, y es el único padre en hacerlo de noche cuando los machos regresan al dormidero comunal. Las crías nacen ciegas y desnudas. Desarrollan plumón dentro de los siete días de la eclosión y pueden ver a los de nueve días. Una vez que los polluelos son capaces de regular su temperatura corporal, unos seis días después de la eclosión, los padres dejan en gran medida de quitar los excrementos del nido. Antes de eso, la suciedad podría mojar el plumaje de los pollitos así como el material del nido, reduciendo su eficacia como aislante y aumentando el riesgo de enfriamiento de las crías. Los polluelos permanecen en el nido durante tres semanas, donde son continuamente alimentados por ambos padres. Los polluelos emplumecidos siguen siendo alimentados por sus padres por una o dos semanas más. Una pareja puede producir hasta tres puestas por año, y a menudo reutiliza y reforra el mismo nido, aunque dos puestas es típico, o sólo una al norte del 48.oN. La mayoría de los juveniles mudan dentro de dos meses, adquiriendo su primer plumaje básico. Obtienen su plumaje adulto al año siguiente. Al igual que otros paseriformes, los padres mantienen el nido limpio y quitan los sacos fecales de los pollitos.
Los parásitos de puesta intraespecíficos son comunes en los nidos del estornino pinto. Las hembras «flotantes» (hembras no apareadas durante la época de reproducción) en las colonias a menudo ponen sus huevos en el nido de otra pareja. También existen registros de polluelos que ya salieron del nido y que regresan invadiendo sus propios nidos o los vecinos, desalojando la nueva puesta. La tasa de éxito de que los polluelos lleguen a la fase de emplumación y salgan vivos del nido es de 48% a 79%, aunque sólo el 20% de las crías logra sobrevivir hasta la edad reproductiva; la tasa de supervivencia de los adultos está más cerca de 60%. La esperanza de vida promedio es de unos 2 a 3 años, aunque el récord de longevidad es de 22 años y 11 meses.

## Depredadores y parásitos
Los estorninos pintos adultos son cazados por gavilanes tales como el azor común y el gavilán eurasiático, y halcones incluyendo el halcón peregrino, alcotán europeo y cernícalo vulgar. Rapaces más lentos, como el milano negro, milano real, ratonero común y el aguilucho lagunero del Pacífico, tienden a depredar las aves jóvenes cuya captura suele ser más fácil. El miná común a veces desaloja a los huevos, pichones y los estorninos pintos adultos de sus nidos, y el indicador chico, un parásito de puesta, se sirve del estornino pinto como anfitrión. Los nidos pueden ser allanados por especies capaces de subir a ellos, tales como armiños, mapaches y ardillas, y los gatos pueden atrapar a los incautos.
Los estorninos pintos son huéspedes de una variedad de parásitos. En un estudio de trescientos estorninos pintos en los Estados Unidos se descubrió que todos tenían al menos un tipo de parásito; el 99% tenía parásitos externos, como pulgas, ácaros, o garrapatas, y el 95% tenía parásitos internos, en su mayoría diferentes tipos de lombrices. Las especies chupadoras de sangre abandonan su anfitrión cuando muere, pero otros parásitos externos permanecen en el cuerpo. Un ave con un pico deformado estaba infestada por piojos Mallophaga, probablemente debido a su incapacidad de eliminar los parásitos.

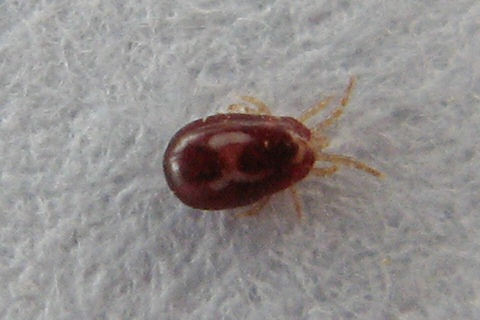
Dermanyssus gallinae, un parásito del estornino pinto.

La pulga de las gallinas (Ceratophyllus gallinae) es la pulga más común en sus nidos. En ocasiones, la pequeña pulga de gorriones Ceratophyllus fringillae también es encontrada allí, lo que se debe probablemente a la costumbre de los estorninos pintos de apoderarse de los nidos de otras especies. Esta pulga no se halla en los Estados Unidos, ni siquiera en la población estadounidense del gorrión común.
Entre los piojos se incluyen especies como Menacanthus eurystemus, Brueelia nebulosa y Stumidoecus sturni. Otros parásitos artrópodos incluyen Ixodes garrapatas y ácaros tales como Analgopsis passerinus, Boydaia stumi, Dermanyssus gallinae, Omithonyssus bursa, O. sylviarum, especies de Proctophyllodes, Pteronyssoides truncatus y Trouessartia rosteri. El ácaro rojo de las gallinas (D. gallinae) es a su vez presa del ácaro depredador Androlaelaps casalis. La presencia de este tipo de control sobre el número de especies de parásitas puede explicar por qué las aves están dispuestas a reutilizar nidos viejos.
Los estorninos pintos pueden contraer tuberculosis aviar, malaria aviar y linfomas inducidas por retrovirus. Los estorninos cautivos a menudo acumulan un exceso de hierro en el hígado, una enfermedad que se puede prevenir mediante la adición de hojas de té negro a los alimentos.

## Distribución y hábitat
En 2004 se estimó la población mundial de estorninos pintos en 310 millones de aves, dispersas en una superficie total de 8.870.000 km². Con una distribución general en todo el hemisferio norte, el ave es originaria de Eurasia y se encuentra en toda Europa, el norte de África (de Marruecos a Egipto), India (principalmente en el norte, pero extendiéndose regularmente más hacia el sur y hacia las Maldivas) Nepal, el Oriente Medio (incluyendo Siria, Irán y Irak) y el noroeste de China.

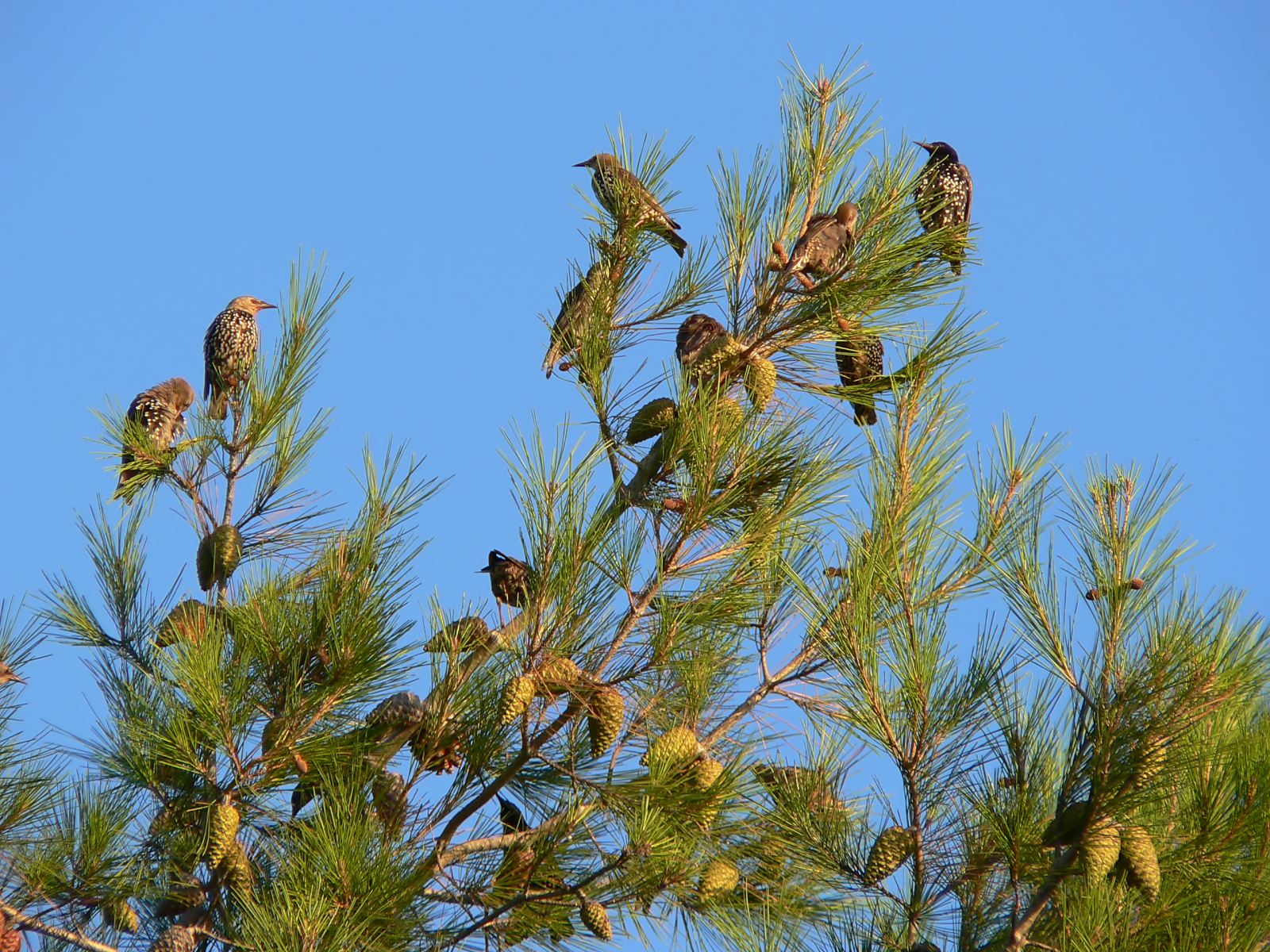
Una bandada descansando en un pino durante la migración.

Las poblaciones en el sur y el oeste de Europa y al sur del paralelo 40.oN son principalmente residentes, aunque otras poblaciones migran de las regiones donde el invierno es severo, el suelo helado y los alimentos escasos. Un gran número de aves del norte de Europa, Rusia y Ucrania, migran hacia el suroeste o hacia el sureste. En el otoño, cuando los migrantes llegan a Gran Bretaña desde Europa del Este, muchos de los estorninos pintos de Gran Bretaña migran hacia la península ibérica y el norte de África. Otros grupos de aves se encuentran de paso a lo largo del país y las rutas de las diferentes corrientes de aves pueden cruzarse. De las 15 000 aves anilladas como pichones en Merseyside, Inglaterra, se recuperaron individuos en distintos momentos del año en lugares tan distantes como Noruega, Suecia, Finlandia, Rusia, Ucrania, Polonia, Alemania y los Países bajos. Esporádicamente se registró un pequeño número de estorninos pintos en Japón y Hong Kong pero no está claro de donde originaron estas aves. En América del Norte, las poblaciones del norte desarrollaron un modelo de migración, desocupando gran parte de Canadá en el invierno. Las aves en el este del país se trasladan al sur, y las del oeste invernan en el suroeste de los Estados Unidos.
El estornino pinto prefiere áreas urbanas o suburbanas donde las estructuras artificiales y los árboles proporcionan sitios de anidación y dormideros adecuados. También favorece a cañaverales como dormidero, y las aves se alimentan frecuentemente en zonas de pasto, como campos agrícolas, praderas, campos de juego, campos de golf, y pistas de aterrizaje, donde la hierba corta facilita el forrajeo. De vez en cuando habitan en los bosques abiertos y zonas arboladas y, a veces se encuentran en zonas arbustivas tales como los brezales de Australia. Los estorninos comunes raramente habitan bosques húmedos densos (es decir, bosques húmedos o bosques esclerófilos), aunque habitan en las zonas costeras, donde anidan y descansan en los acantilados y buscan alimentos entre las algas. Su capacidad de adaptarse a una gran variedad de hábitats ha permitido la dispersión y el establecimiento de la especie en diferentes regiones del mundo y dio lugar a un amplio rango de hábitats que varía de humedales costeros a bosques alpinos, de acantilados costeros a zonas montañosas de hasta 1900 metros sobre el nivel del mar.

### Poblaciones introducidas
El estornino pinto ha sido introducido en Nueva Zelanda, Australia, Sudáfrica, América del Norte, Fiyi y varias islas del Caribe, todos áreas donde logró establecerse con éxito. Como resultado de algunas de estas introducciones ha logrado migrar a Tailandia, el sudeste de Asia y Nueva Guinea.

#### Venezuela
Cinco aves individuales transportadas en un barco desde Inglaterra se establecieron cerca del lago de Maracaibo en Venezuela en noviembre de 1949, pero desaparecieron posteriormente.

#### Argentina
En 1987, se observó una pequeña población de estorninos pintos anidando en los jardines en la ciudad de Buenos Aires. Desde entonces, a pesar de algunos intentos iniciales de erradicación, el ave ha logrado ampliar su área de reproducción a una tasa promedio de 7,5 kilómetros por año, pudiéndoselo observar en toda la región pampeana y hasta en las provincias de Mendoza y San Luis al oeste del país. En Argentina la especie usa una variedad de sitios de anidación naturales y artificiales, en particular los agujeros de pájaros carpinteros.
En La Plata, capital bonaerense, existe una población mayor a los 30 mil y es considerada una plaga.

#### Uruguay
El día 10 de mayo de 2008 se registró el primer ejemplar de estornino pinto en el parque de la Facultad de Veterinaria de la ciudad de Montevideo, Uruguay. A partir de esa fecha se produjo una serie avistamientos de la especie en dicho predio, y también en otros varios puntos de la costa Atlántica de ese país.[cita requerida]

#### Australia
Fue introducido en Australia para combatir los insectos que formaban plagas para los cultivos agrícolas. Los primeros colonos esperaban con interés su llegada, creyendo que los estorninos pintos también eran importantes para la polinización del lino, un producto agrícola importante. En las granjas y los cultivos cercanos se colocaron cajas de nido para las aves recién liberadas. La especie fue introducida en Melbourne en 1857 y en Sídney dos décadas después. Por la década de 1880, hubo poblaciones establecidas en el sureste del país gracias a la labor de los comités de aclimatación.
Por la década de 1920, el estornino pinto se había establecido en Victoria, Queensland y New South Wales, pero para entonces era considerado una plaga. En la ciudad de Albany el estornino pinto fue visto por primera vez en 1917, pero el ave no logró difundirse en el resto del estado de Australia Occidental. La amplia y árida llanura de Nullarbor forma una barrera natural, y se adoptaron medidas de control con las que se exterminó a 55.000 aves en tres décadas. La especie también logró colonizar las islas de Lord Howe y Norfolk.

#### Nueva Zelanda
Cuando los primeros colonos en Nueva Zelanda despejaron el bosque, se dieron cuenta de que sus cultivos recién plantados fueron invadidos por un gran número de orugas y otros insectos privados de sus fuentes de alimentación anteriores. Las aves nativas no estaban acostumbradas a vivir en estrecha proximidad del hombre por lo que se introdujo el estornino pinto desde Europa para controlar las plagas. Fue introducido por primera vez en 1862 por la Sociedad de Aclimatación Nelson y siguieron otras introducciones. Las aves se establecieron rápidamente y en la actualidad se distribuyen por todo el país, incluyendo las islas Kermadec, un grupo de islas subtropicales en el norte, y a la misma distancia la isla Macquarie al sur.

#### América del Norte

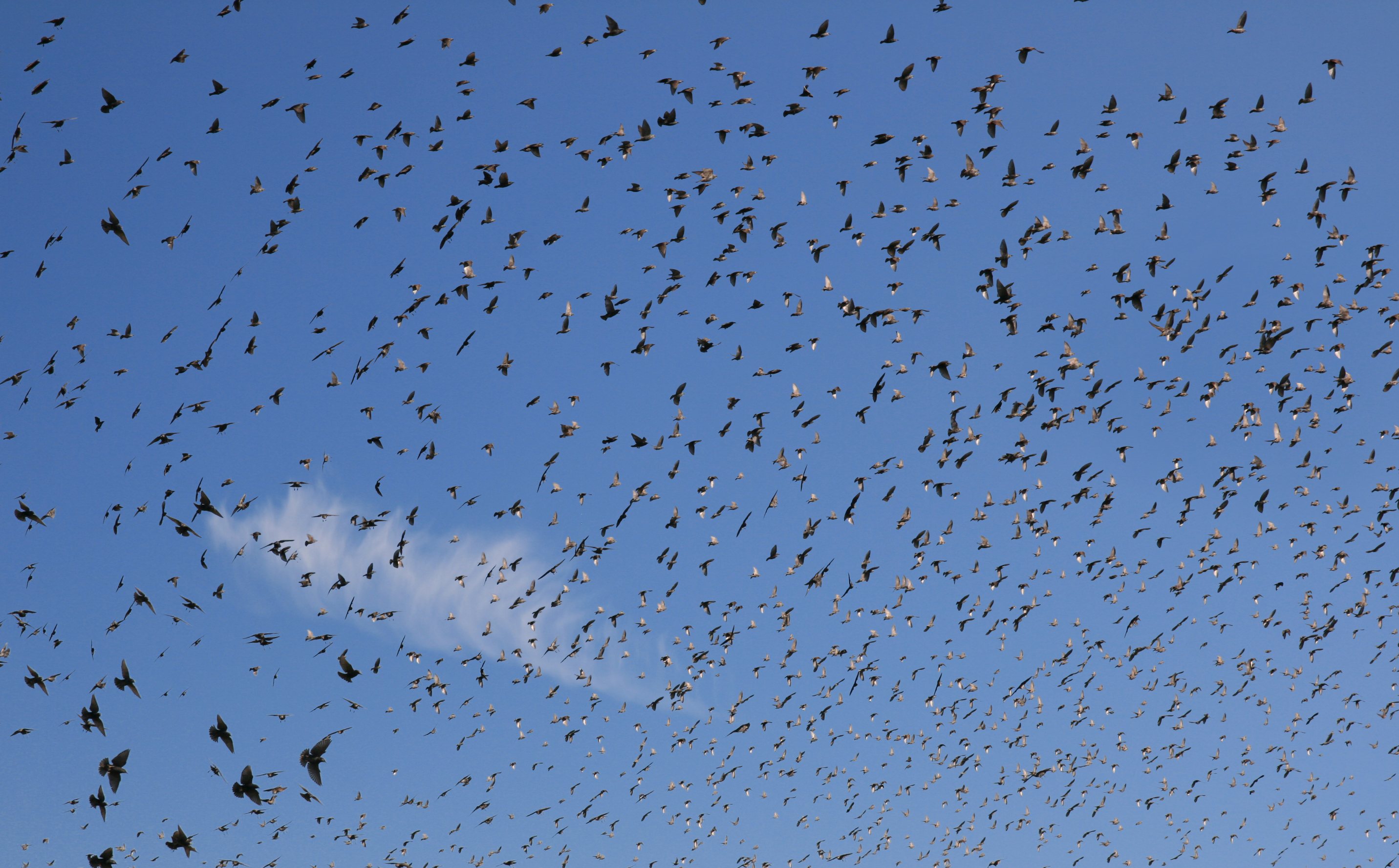
Bandada en el valle de Napa, California.

Después de dos intentos fallidos, unos 60 estorninos pintos fueron puestos en libertad en 1890 por Eugene Schieffelin en el Central Park de Nueva York. Schieffelin era presidente de la Sociedad Americana de Aclimatación, que se propuso de introducir a todas las especies de aves mencionadas en la obra de William Shakespeare en América del Norte. Acerca de la misma fecha, el Portland Song Bird Club liberó 35 parejas de estorninos pintos en Portland, Oregon. Estas aves lograron establecerse, pero desaparecieron alrededor del año 1902. Los estorninos pintos reaparecieron en la región noroeste a mediados de los años 1940, eran probablemente descendientes de la introducción de 1890 en Central Park . Las 60 aves originales se multiplicaron hasta una población de aproximadamente 150 millones, ocupando un área que se extiende desde el sur de Canadá y Alaska hasta América Central.

#### Polinesia
El estornino pinto parece haber llegado a las islas de Ono-i-lau y Vatoa en Fiyi en 1925. Puede haber colonizado Fiyi desde Nueva Zelanda, pasando por la isla Raoul que forma parte de las islas Kermadec donde es abundante; ese grupo de islas es más o menos equidistante entre Nueva Zelanda y Fiyi. Sin embargo, su difusión en Fiyi ha sido limitada, y existen dudas acerca de la viabilidad de esta población. Tonga fue colonizado a la misma fecha y las aves lograron difundirse lentamente en dirección del norte del grupo de islas.

#### Sudáfrica
En Sudáfrica, el estornino pinto fue introducido en 1897 por Cecil Rhodes. Se difundió lentamente y en 1954 llegó a Clanwilliam y Port Elizabeth. En la actualidad es común en la región sur de la provincia del Cabo, volviéndose menos común hacia el norte, hasta la zona de Johannesburgo. Su área de distribución incluye la Provincia del Cabo, Transkei y las tierras bajas de Lesoto con avistamientos ocasionales en KwaZulu-Natal y Estado Libre de Orange, así como la zona alrededor de la ciudad de Oranjemund en Namibia. Las poblaciones del sur de África parecen ser residentes, y el ave está muy asociada con el hombre, sus viviendas y pastizales. Favorece las tierras regadas y está ausente en regiones con suelos tan secos que no puede probar o sondear para insectos. Es posible que compita con las aves nativas por las grietas como sitios de anidación, pero las especies autóctonas son probablemente más perjudicadas por la destrucción de su hábitat natural de que por la competencia inter-específica. Se reproduce de septiembre a diciembre, y fuera de la temporada de cría puede concentrarse en grandes bandadas, a menudo pasando la noche en juncales. Es la especie de ave más común en las zonas urbanas y agrícolas.

#### Caribe
El estornino pinto fue introducido en Jamaica en 1903, y las Bahamas y Cuba fueron colonizados de forma natural desde los Estados Unidos. Es un ave bastante común, pero local, en Jamaica, Gran Bahama y Bimini, y es poco común en el resto de las Bahamas, y el este de Cuba, islas Caimán, Puerto Rico y Saint Croix.

## Conservación
Se estima que la población mundial del estornino pinto cuenta más de 310 millones de aves individuales y se cree que esta cantidad no está disminuyendo de manera significativa, por lo que el ave está clasificada como una especie de preocupación menor por la Unión Internacional para la Conservación de la Naturaleza (UICN). Se observó un marcado incremento de sus poblaciones en Europa desde el siglo XIX hasta las décadas de 1950 y 1960. Alrededor del año 1830, S. v. vulgaris amplió su rango en las islas británicas, hacia Irlanda y zonas de Escocia donde anteriormente había estado ausente, aunque S. v. zetlandicus ya estaba presente en Shetland y las Hébridas Exteriores. En el norte de Suecia comenzó a reproducirse desde 1850, y en Islandia desde 1935. El área de reproducción se extendió hacia el sur de Francia y el noreste de España, y hubo otras expansiones de su área de distribución, especialmente en Italia, Austria y Finlandia. En la península ibérica comenzó a reproducirse en 1960, mientras que el rango del estornino negro se expandió hacia el norte desde la década de 1950. La baja tasa del avance, alrededor de 4,7 km por año para ambas especies, se debe a las condiciones subóptimas del terreno montañoso y arbolado. Desde entonces, la expansión se ha desacelerado aún más debido a la competencia directa entre las dos especies semejantes en las zonas donde se superponen, en el suroeste de Francia y el noroeste de España.
A partir de 1980 se observaron importantes disminuciones en las poblaciones en Suecia, Finlandia, el norte de Rusia (Karelia) y los Estados bálticos, así como disminuciones menores en gran parte del resto del norte y centro de Europa. En estas áreas el ave se vio afectada por la agricultura intensiva, y en varios países fue considerada una especie amenazada a nivel local, debido a la disminución poblacional de más de 50%. En el Reino Unido la población de estorninos pintos se redujo por más de 80% entre 1966 y 2004; aunque las poblaciones en algunas zonas, como Irlanda del Norte se mantuvieron estables o incluso aumentaron, las de otras áreas, sobre todo Inglaterra, cayeron aún más drásticamente. La disminución general parece ser vinculada a la baja tasa de supervivencia de las aves jóvrnrd, lo que se debe probablemente a los cambios en las prácticas agrícolas. Los métodos de cultivo intensivo que se utilizan en el norte de Europa resultaron en una reducción de las áreas de pastoreo y, por lo tanto, en una disminución del suministro de invertebrados de pastizales necesarios para la alimentación y el desarrollo de los polluelos.

## Relación con el hombre

### Beneficios y problemas

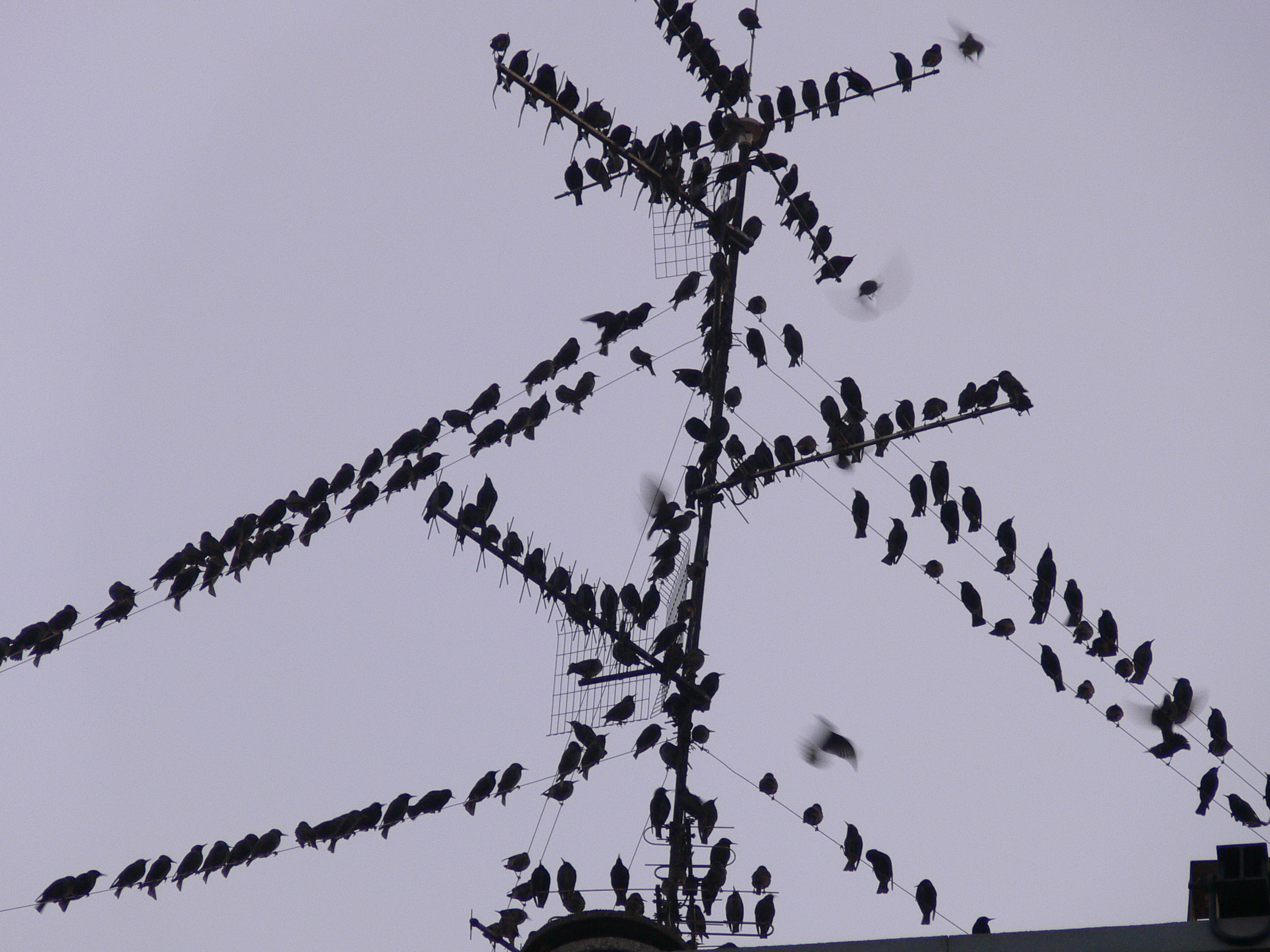
Bandada sobre cables en Francia.

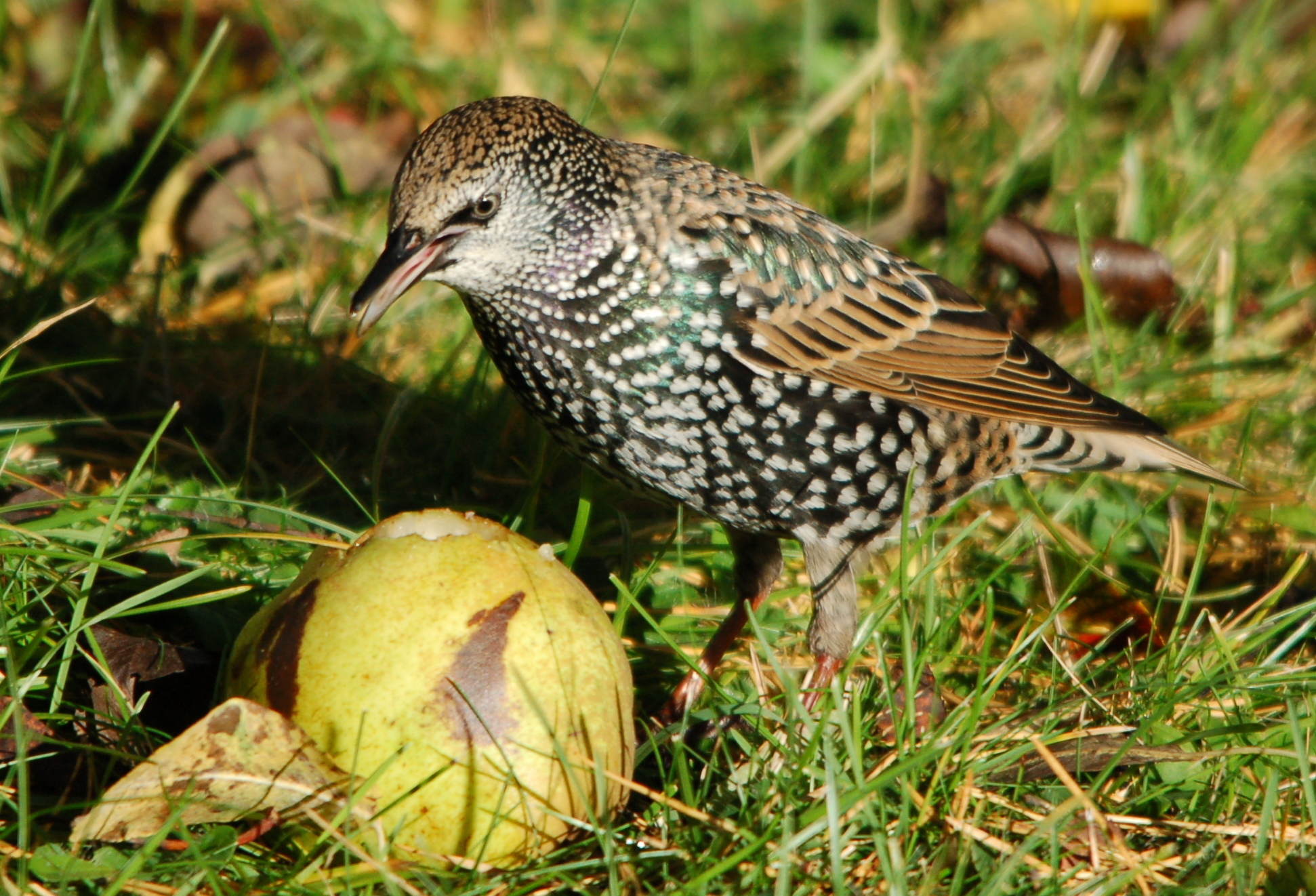
Estornino alimentándose de manzanas caídas.

Dado que el estornino pinto se alimenta de insectos que se consideran como plagas, tales como los elatéridos, es un ave considerado beneficioso en el norte de Eurasia, y esto fue una de las razones para su introducción en otros lugares. 25 millones de cajas de nido fueron construidas para esta especie en la antigua Unión Soviética, y se descubrió que el estornino pinto era eficaz en el control de la larva de hierba Costelytra zelandica en Nueva Zelanda. La introducción original en Australia fue promovida por el suministro de cajas de nido para facilitar la reproducción de esta ave principalmente insectívora, e incluso en los Estados Unidos, donde el estornino pinto es tratado como una plaga, el Departamento de Agricultura reconoce que consume un gran número de insectos.
Los estorninos pintos que fueron introducidos en áreas como Australia o América del Norte, donde otros miembros del género están ausentes, pueden tener un impacto sobre las especies nativas con motivo de la competencia por sitios de anidación. En América del Norte, las aves afectadas incluyen páridos, trepadores, pájaros carpinteros, golondrinas purpúrea y otros hirundínidos. En Australia, los competidores de sitios de anidación incluyen la rosela carmesí y rosela oriental. Por su papel en la disminución de las especies nativas locales y los daños que causa en la agricultura, fue incluido en la lista de las 100 especies invasoras más dañinas del mundo de la Unión Internacional para la Conservación de la Naturaleza.
El estornino pinto también come frutas y puede causar daños en huertos de uvas, duraznos, aceitunas, grosellas y tomates o desenterrar granos recién sembrados y cultivos en germinación. Además puede comer forraje de animales de granja y diseminar las semillas mediante sus excrementos. En el este de Australia se cree que especies de plantas invasivas, como Asparagus asparagoides, moras y Chrysanthemoides monilifera, fueron difundidas por estorninos pintos, afectando así al ecosistema nativo. En los Estados Unidos se estima que los daños a la agricultura se elevan a alrededor de 800 millones de dólares por año. En Sudáfrica, no se considera que sea tan perjudicial para la agricultura como lo es en los Estados Unidos.
El gran tamaño de las bandadas también puede causar problemas. Las aves pueden ser absorbidas por los motores a reacción de aviones, como ocurrió en un incidente en Boston en 1960 en el cual 62 personas murieron cuando un avión turbohélice atravesó una bandada y se desplomó en el mar en Winthrop Harbor. Sus excrementos pueden contener el hongo Histoplasma capsulatum, la causa de histoplasmosis en los seres humanos. En sitios de descanso este hongo puede prosperar en los excrementos acumulados. Existe un número de otras enfermedades infecciosas que pueden ser transmitidas a los seres humanos, aunque el potencial de las aves en la diseminación de las infecciones puede haber sido exagerado.

### Control
Por los daños que pueden causar, hubo varios intentos de controlar las poblaciones nativas e introducidas. Dentro del área de reproducción original, esto puede verse afectado por la legislación. Por ejemplo, en España la especie es considerada un alimento; se caza para fines comerciales y existe un período de veda. En Francia la especie es clasificada como una plaga, y la temporada en la que se puede matarla cubre la mayor parte del año. En el Reino Unido se puede matar el estornino pinto en cualquier época del año. Como se trata de una especie migratoria, las aves que participan en las medidas de control pueden provenir de una amplia zona y es posible que las poblaciones reproductoras no sean muy afectadas. En Europa, la legislación variable y las poblaciones migratorias limitan los resultados a largo plazo de los intentos de control. El uso de técnicas no letales, tales como dispositivos visuales o auditivos para asustar las aves, sólo tienen un efecto temporal.
Grandes bandadas en las zonas urbanas pueden crear problemas por el ruido que producen, la acumulación de excrementos y el olor que provocan. En 1949, se posaron tantas aves en las manecillas del reloj de Big Ben en Londres, que se detuvo. Eso dio lugar a fallidos intentos de disuadir las bandadas con redes, repelente químico en las cornisas y la emisión de grabaciones de las llamadas de alarma del estornino pinto. En 1954 se dedicó un episodio completo de The Goon Show a una parodia de los esfuerzos inútiles de perturbar los grandes dormideros comunes del estornino pinto en el centro de Londres.

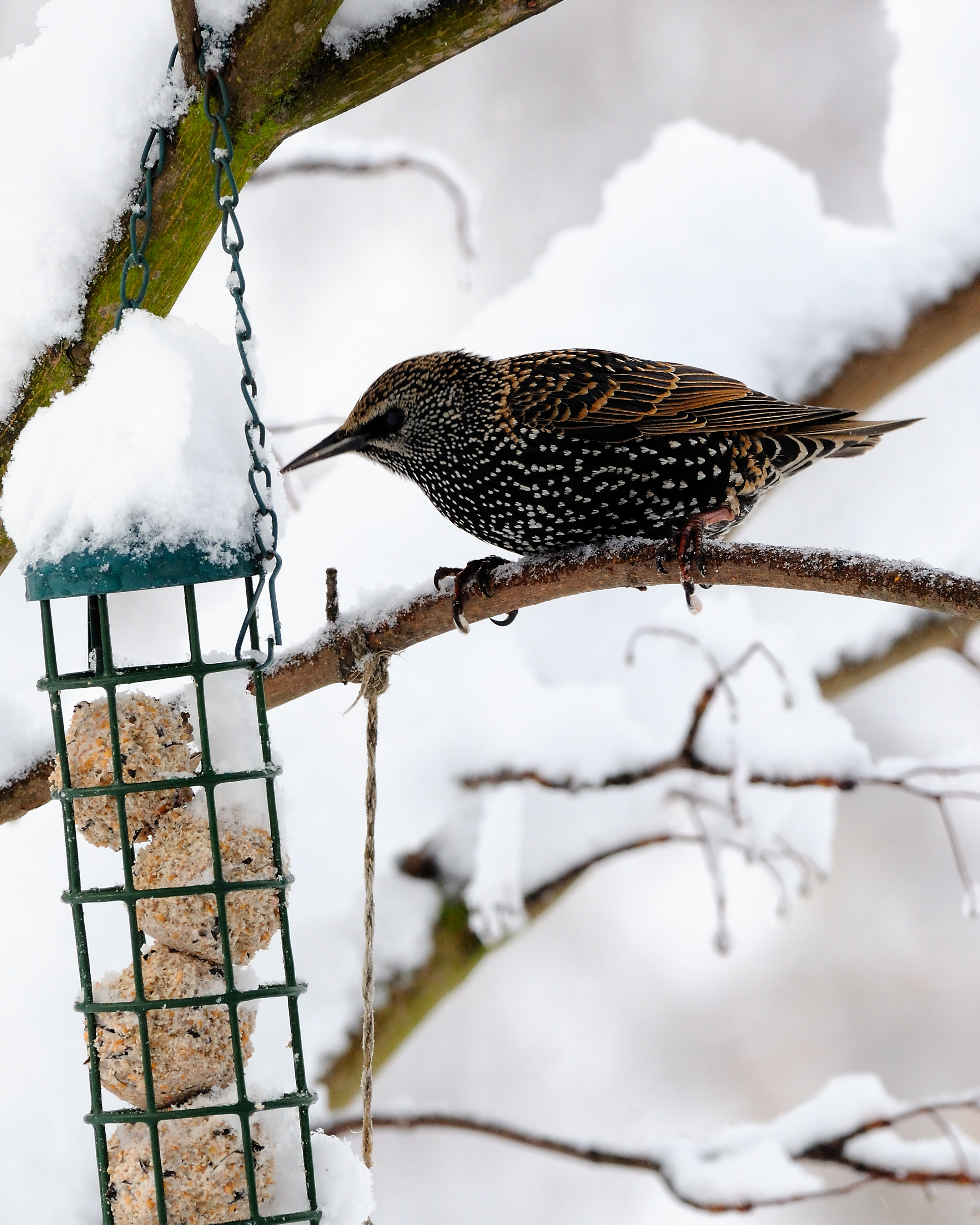
Visitando un comedero para pájaros. El ave adulta tiene el pico negro en el invierno.

En las zonas donde fue introducido, el estornino pinto no está protegido por la legislación, lo que abre la posibilidad de iniciar programas de control extensivos. Se puede prevenir que utilicen cajas nido, asegurándose de que los orificios de acceso tengan un diámetro menor que los 4 cm que necesitan, y la eliminación de perchas es una medida disuasiva para las visitas a comederos para pájaros.
En Australia Occidental se prohibió la importación de estorninos pintos en 1895. Nuevas bandadas que llegan desde el este son rutinariamente recibidos con disparos, mientras que los jóvenes menos prudentes son atrapados en trampas y redes. Se están desarrollando nuevos métodos de control, como el seguimiento de un ave marcada para establecer la ubicación del sitio de descanso de los demás miembros de la bandada. Otra técnica consiste en analizar el ADN de las poblaciones de estorninos pintos australianos para trazar las rutas de migración del Este hasta el Oeste de Australia y mejorar las estrategias preventivas. En el año 2009 sólo quedaban 300 estorninos pintos en Australia Occidental, y el gobierno estatal reservó A$ 400.000 en ese año para continuar el programa de erradicación.
En los Estados Unidos, los estorninos pintos están exentos de la Migratory Bird Treaty Act que prohíbe capturar o matar aves migratorias, y no se requiere autorización para eliminar los nidos y huevos o matar las aves juveniles o adultas. En 1966 se llevó a cabo un estudio para identificar un avicida adecuado para matar estorninos pintos y suficientemente apetitoso para ser consumida por ellos. Se requería también una baja toxicidad para mamíferos, con el fin de evitar que el consumo de aves muertas por animales domésticos causara su muerte. El producto químico que mejor respondía a estos criterios fue DRC-1339, ahora comercializado como Starlicide. En 2008, el Gobierno de los Estados Unidos exterminó 1,77 millones de aves, por envenenamiento, disparos o trampas. En 2005, se estimó la población de estorninos pintos en los Estados Unidos en 140 millones de aves, alrededor del 45% del total mundial de 310 millones de aves.

### En la ciencia y la cultura

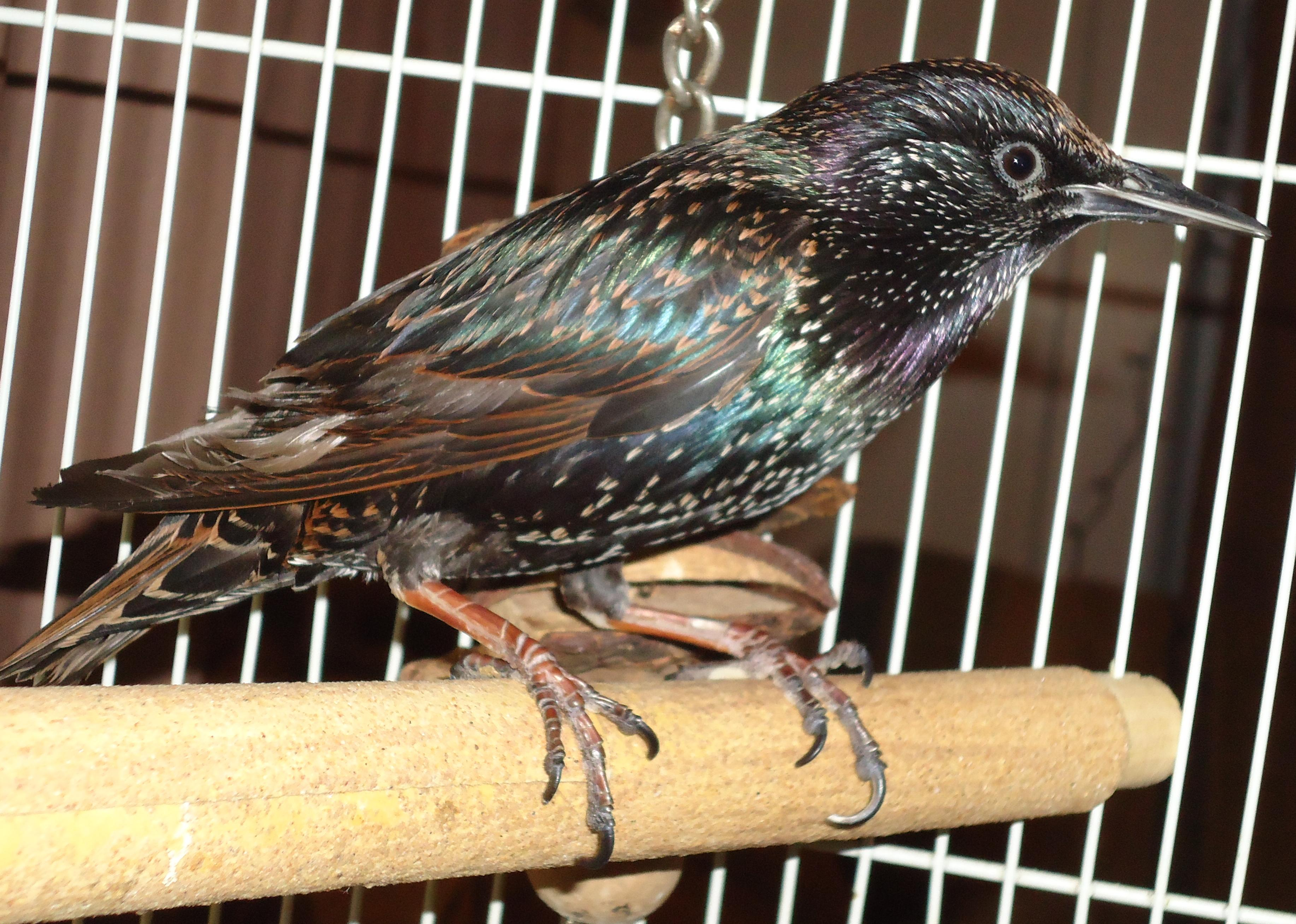
Mascota en una jaula.

El estornino pinto puede ser mantenido como mascota o como animal de laboratorio. El etólogo austríaco Konrad Lorenz escribió sobre la especie en su libro King Solomon's Ring (El anillo del Rey Salomón) describiéndola como «perro de los pobres» y «algo que amar», porque los pichones se obtienen fácilmente en la naturaleza y tras una cuidadosa crianza manual, son fáciles de mantener como mascota. Se adapta bien a la cautividad, y prospera con una dieta compuesta de alimentación de aves estándar y gusanos de la harina. Se pueden mantener varios pájaros en la misma jaula, y su curiosidad los hace fáciles de entrenar o estudiar. Los únicos inconvenientes son sus hábitos de defecación indiscriminada y la necesidad de tomar precauciones contra enfermedades que pueden ser transmitidas a los seres humanos. Es frecuentemente utilizado como ave de laboratorio, y como tal es solamente sobrepasado por la paloma doméstica.
Su don para la imitación ha sido reconocido desde hace mucho tiempo. En el Mabinogion, una obra literaria medieval galesa, Branwen domesticó un estornino pinto, «le enseñó palabras» y lo envió a través del mar de Irlanda, con un mensaje para sus hermanos, que luego navegaron de Gales a Irlanda para rescatarla. Plinio el Viejo afirmó que a estas aves se les podía enseñar a hablar frases completas en latín y griego, y en Enrique IV de William Shakespeare, la figura de Hotspur declaró «El rey me prohibió hablar de Mortimer, mas yo voy a encontrarle donde duerma, y gritarle en el oído: "¡Mortimer!". Es más, haré que enseñen a hablar a un estornino, que no diga más que "Mortimer", para entonces regalárselo y mantener viva su rabia».

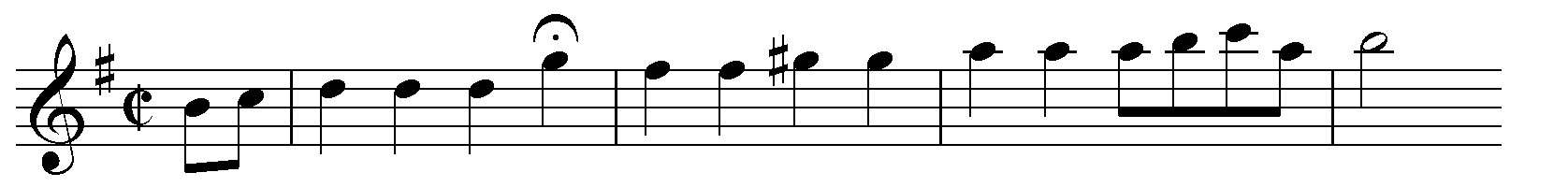
«Canto del estornino» de Mozart.

El compositor Mozart tenía un estornino pinto como mascota que podía cantar parte de su Concierto para piano en sol mayor (KV. 453). Lo compró en una tienda después de oírlo cantar una frase de una obra que escribió seis semanas antes, que aún no se había realizado en público. Llegó a estar muy apegado al ave y organizó un funeral elaborado cuando la mascota murió tres años más tarde. Se ha sugerido que su Broma musical (K. 522) puede haber sido escrita en el estilo cómico e intrascendente de la vocalización de un estornino pinto. Otros dueños de estorninos pintos domesticados también comentaron sobre su talento para imitar frases y expresiones. Como las palabras no tienen sentido para el estornino pinto, las mezcla frecuentemente en sus canciones o las utiliza en ocasiones inapropiadas para los seres humanos. Su habilidad en mimetismo es tan grande que visitantes incautos buscaron en vano al ser humano que piensan haber oído hablar.
En algunos países mediterráneos los estorninos pintos se consideran un alimento y son atrapados. La carne es dura y de baja calidad, y suele ser preparada en cazuela o paté. Una receta menciona que debe ser guisada «hasta que estén tiernos, sin importar el tiempo que puede durar». Incluso si se prepara correctamente, puede ser visto como un gusto adquirido.

## Galería

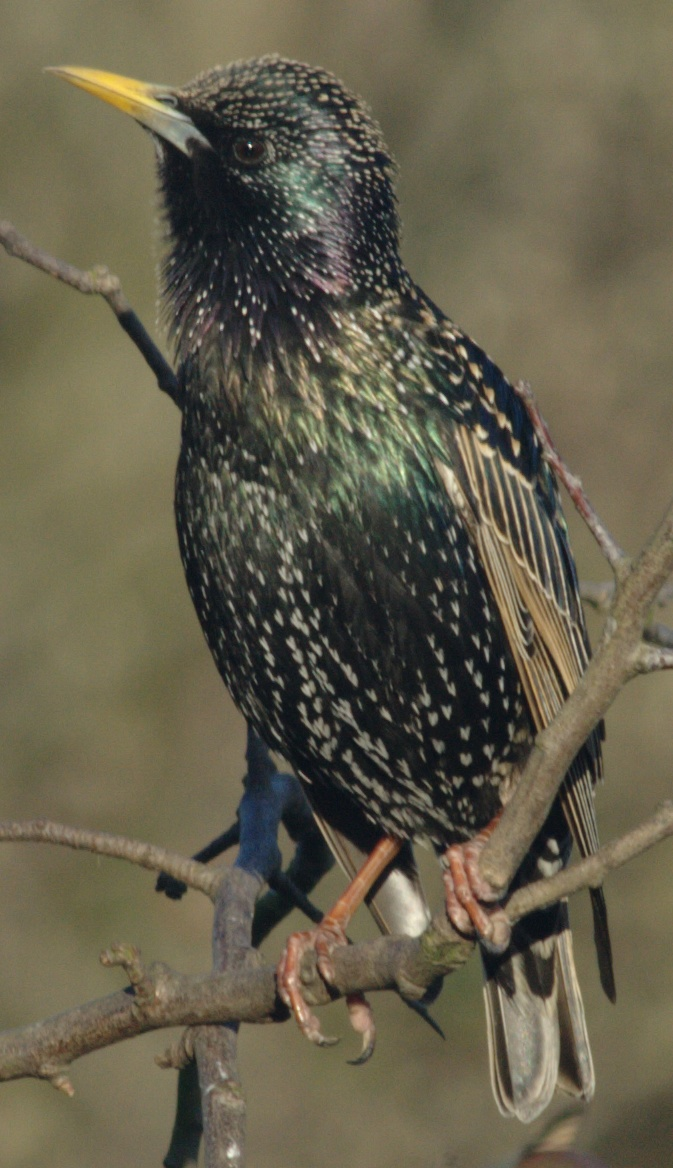
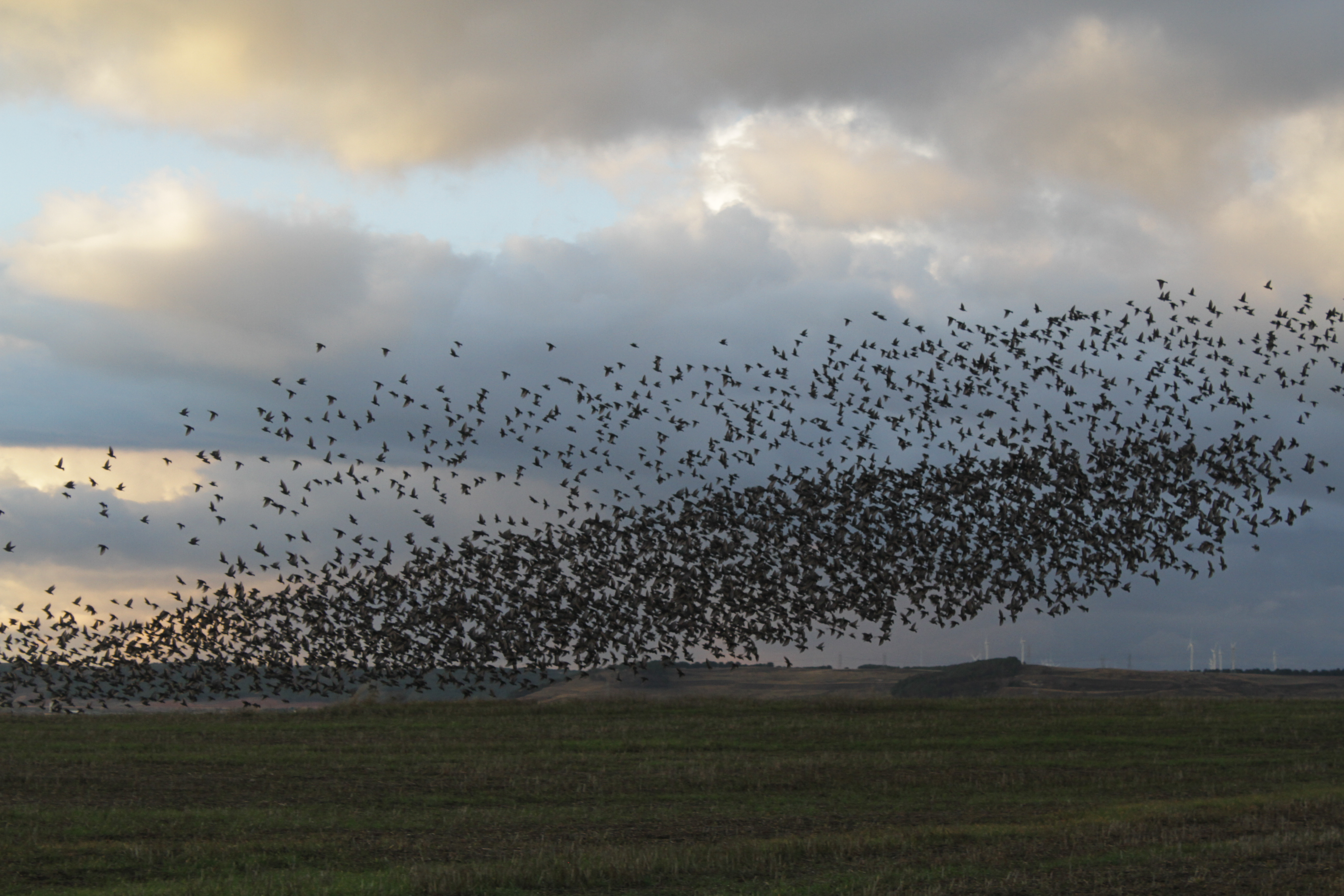
Bandada de estorninos moviéndose al unísono en Burgos
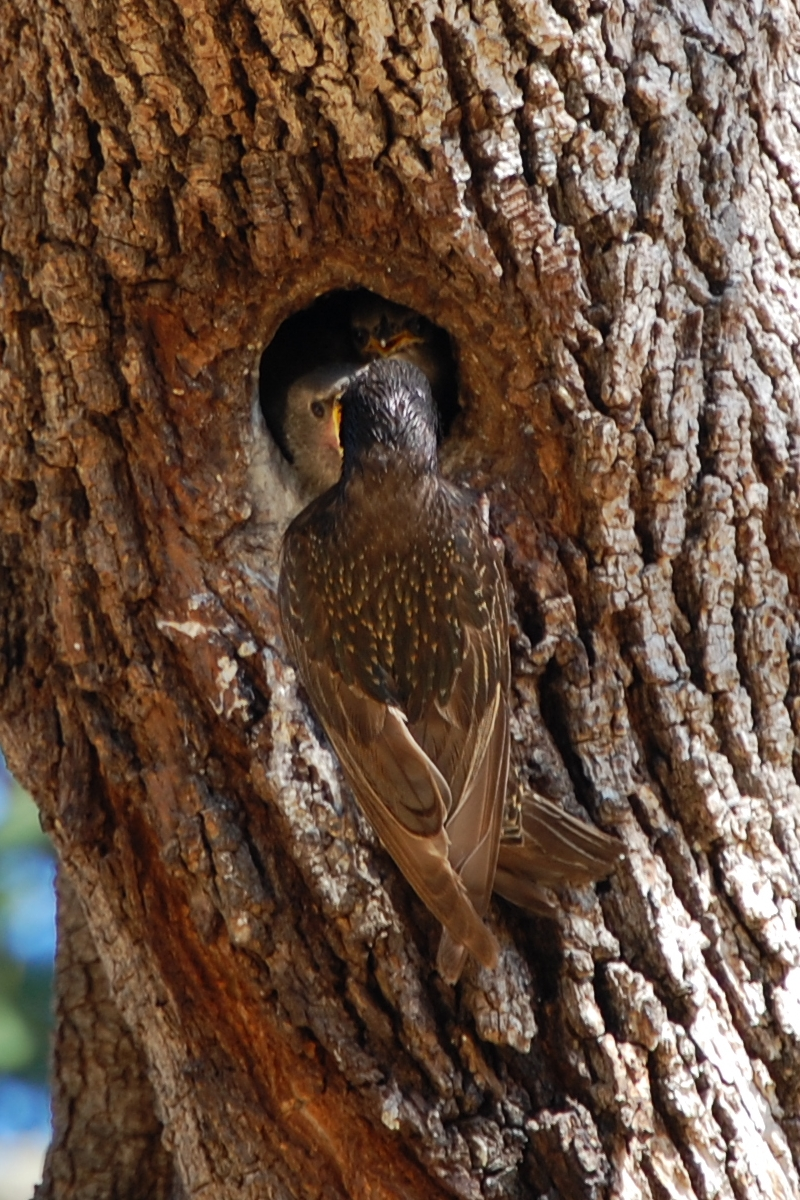
Nido en el agujero de un árbol
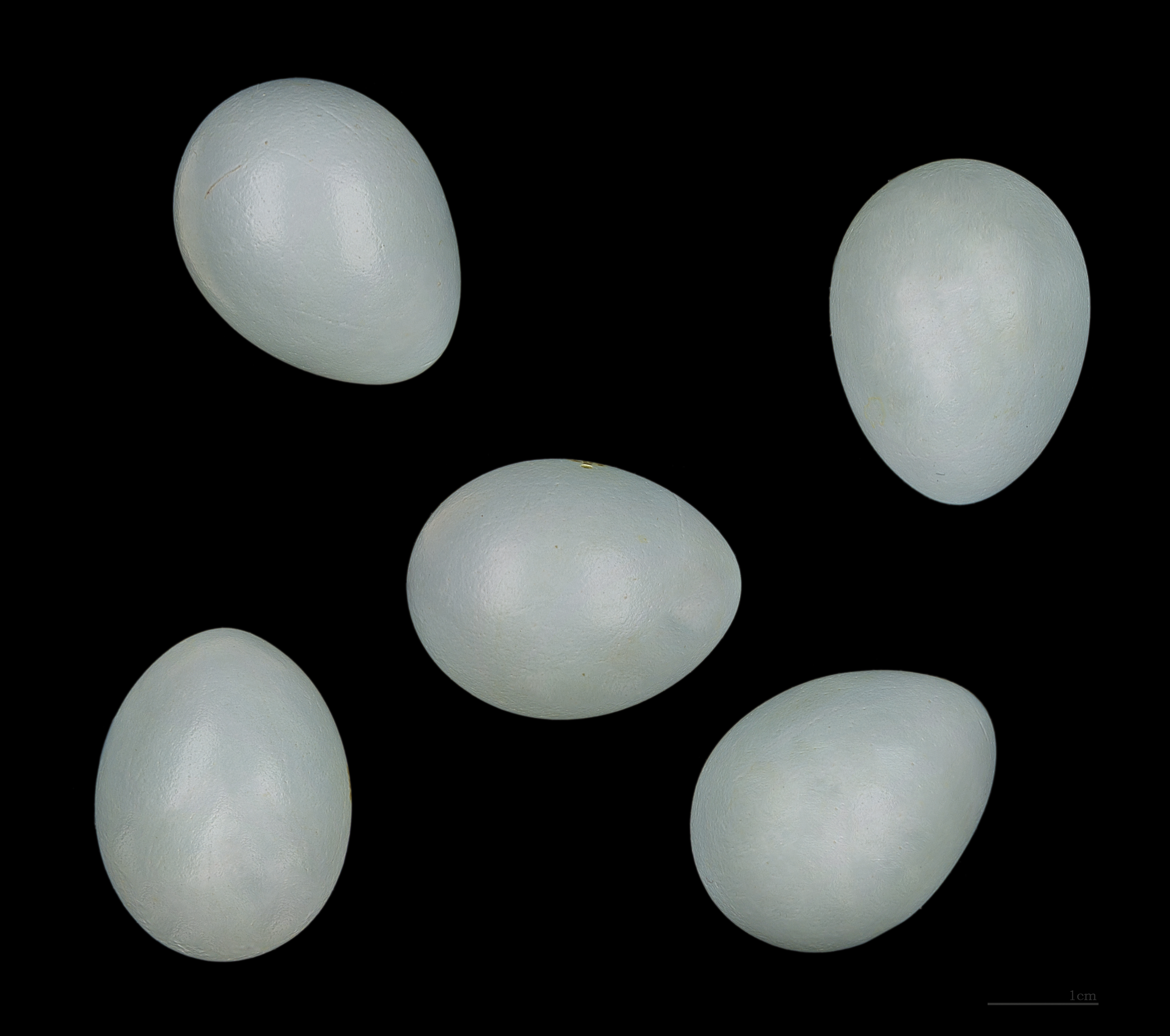
Huevos de  Sturnus vulgaris